# Chucky
 (avril 2021).
Chucky est le nom d'une poupée possédée par l'esprit d'un tueur en série et le personnage principal de la série de films d'horreur Chucky.

## Création et conception
Lors de la création du personnage de Chucky, Don Mancini dit que les poupées My Buddy font partie des nombreuses poupées qui ont inspiré Chucky , la poupée diabolique. My Buddy est une marque de jouets fabriquée par Hasbro en 1985 dans le but de fabriquer une poupée pour attirer les petits garçons et leur apprendre à prendre soin de leurs amis, cette idée était à la fois novatrice et controversée à l’époque, car les poupées étaient traditionnellement associées à des filles plus jeunes.
Pour le nom de l’étrangleur qui transfère son âme dans le corps de Chucky, Don Mancini s’est inspiré des trois assassins qui ont marqué son enfance : Charles Manson, Lee Harvey Oswald et James Earl Ray.
Don Mancini déclare : « Dans mon scénario original, il s'appelait à l'origine Buddy et nous ne pouvions pas l'utiliser à cause de la poupée de marque My Buddy. Je suis donc allé chercher une poupée My Buddy, une Raggedy Ann, un de ces bébés grandeur nature. Ce que j'ai dit à Kevin Yagher était que, je voulais quelque chose de semblable à une poupée My Buddy. Je décrivais Buddy dans mon script original, à présent rebaptisé Chucky, comme vêtue d'une salopette à boutons rouges, de baskets rouges, d'un pull rayé, de cheveux roux, d'un regard bleu et de taches de rousseur. Il a ensuite construit la première poupée à partir de ces croquis et de mes détails puis a dessiné plusieurs dessins de Chucky jusqu'au résultat final. »

### Accueil et critique
Le personnage est devenu l'une des icônes de l'horreur les plus reconnaissables, souvent cité aux côtés de Freddy Krueger, Jason Voorhees, Ghostface, « Ça », Pinhead, Leatherface et Michael Myers, et a été référencé de nombreuses fois dans la culture populaire. En 1999, le personnage de Chucky a été nommé pour le MTV Movie & TV Awards du meilleur antagoniste pour le film La Fiancée de Chucky.
Hasbro, la société américaine spécialisée dans les jouets, interrompt la chaîne de diffusion de la série Chucky avant le début des années 1990, et Playskool reprend la production en modifiant la ressemblance de l'apparence et de l’habillement avec le personnage Chucky. Hasbro a également présenté des poupées My Buddy, de sexe féminin vendues aux filles, pour se différencier du sexe masculin du personnage Chucky.

## Biographie fictive

### Jeu d'enfant(1988)
Charles Lee Ray est un étrangleur en série, né le 1er mai 1958 à Hackensack, New Jersey.
Poursuivi dans la rue par un inspecteur de police nommé Mike Norris, il se fait abattre dans un magasin de jouets, le 9 novembre 1988, mais grâce à ses connaissances en vaudou et au Cœur de Damballa, il transfère son âme dans le corps d'une poupée à la mode, une poupée Brave Gars. Bien que Norris trouve le corps de Charles, son âme a été transférée avec succès dans la poupée.
Le lendemain matin, la poupée est vendue par un sans-abri trouvant la poupée devant le magasin où Charles Lee Ray est abattu. Chucky est  acheté par une femme nommée Karen, en guise de cadeau d'anniversaire de dernière minute pour son fils Andy Barclay, qui fête son sixième anniversaire. La poupée peut prononcer 3 phrases : « Je m’appelle Chucky et je suis ton ami pour la vie », « J’aime qu’on me dorlote » et « Tu veux jouer ? ». Comme Karen doit travailler, son amie Maggie garde Andy cette nuit, et la poupée tue sa nounou en la frappant au visage avec un marteau, ce qui la déséquilibre et la fait se défenestrer. L'inspecteur Norris et son partenaire Jack sont appelés pour enquêter sur le décès et interroger Andy. Norris soupçonne qu’Andy a peut-être quelque chose à voir avec cela, étant donné que ses baskets laissent des empreintes de pas sur le sucre renversé, près de la scène du crime, ce que Karen refuse de croire. Une fois que la police est partie, elle va voir son fils et le voit parler à sa poupée, Andy ajoute que Chucky a déclaré : « Tante Maggie était une vraie garce et a eu ce qu'elle méritait ».
Karen accompagne son fils à l'école le lendemain, mais à la sortie, Chucky demande à Andy de le conduire chez Eddie Caputo, son ex-associé et chauffeur qui l’avait abandonné à son sort quand il était encore humain. Alors qu'Andy a une envie pressante, Chucky éteint la veilleuse du poêle et fait monter le gaz. Eddie entend la porte du poêle s'ouvrir et prend son arme pour se protéger. Il tire sauvagement en direction de la source du bruit, provoquant l'explosion de sa maison. Les inspecteurs sont appelés et retrouvent Andy sur les lieux. Norris emmène Andy au commissariat pour l’interroger. Andy répète tout ce que Chucky lui a révélé mais personne ne le croit. Sa mère les rejoint et fait comprendre à son fils que ses mensonges vont lui créer des ennuis. Un psychiatre propose à Karen de garder Andy quelques jours et il est enfermé dans la cellule d’un hôpital psychiatrique.
Chez elle, Karen fait tomber les piles neuves de la boite qui contenait Chucky. Prise d’un doute, elle ouvre la trappe des piles de Chucky qui est vide. Karen saisit alors Chucky et menace de le jeter au feu s'il ne révèle pas sa vraie nature. Il lui crie « je vais t’apprendre à me faire chier ! », l’insulte, la frappe et la mord puis s’enfuit dans la rue, poursuivi par Karen. Elle y croise Norris et tente de le convaincre que Chucky est vivant, sans succès. Elle lui dit alors qu’elle part rechercher le sans-abri qui lui a vendu Chucky et se retrouve dans un quartier mal famé. Elle finit par trouver le sans-abri qui tente de la violer mais Norris l’avait suivie et il le frappe, puis sort son révolver et fait fuir les autres sans-abris qui s’approchaient. Il raccompagne Karen chez elle en voiture, mais en rentrant chez lui, Chucky l’agresse sauvagement en tentant de l’étrangler, puis à coups de couteau. Norris lui enfonce l’allume-cigare brûlant dans la joue, mais Chucky appuie à fond sur l’accélérateur. Après une course folle, la voiture finit par faire un tonneau. Chucky harcèle Norris coincé dans sa voiture renversée qui tire au jugé. Chucky lui crie : « Ça ne te servira à rien chéri. On ne peut pas me descendre ! » Il finit par atteindre Chucky qui disparait pour aller voir John Bishop, son instructeur vaudou, qui lui apprend qu’il ne peut transmettre son âme qu'à la première personne à qui il a avoué son secret, à savoir Andy. Chucky semble satisfait de pouvoir revivre dans un corps d’enfant, puis poignarde la poupée-vaudou qui représente Bishop. Norris et Karen découvrent Bishop agonisant, il leur dit avant de mourir que pour tuer Chucky, il faut percer son coeur. Pendant ce temps, Chucky se rend à l’hôpital pour retrouver Andy. Il prend la clé de la cellule et y entre, mais Andy en profite pour s’échapper. Comme le psychiatre intervient, Chucky le blesse avec un scalpel puis lui pose un casque à électrodes sur la tête, et le tue à coups d’électrochocs. Andy s’enfuit et retourne s’enfermer chez lui. 
Karen et Norris arrivent à l’hôpital où Jack leur dit qu’il croit que Andy est le meurtrier et a disparu.
Chucky rejoint Andy en passant par la cheminée et après l’avoir assommé, il commence à transférer son âme en lui en prononçant l’incantation vaudou. Norris et Karen se précipitent au domicile des Barclay et s’en prennent à Chucky qui sort le scalpel et blesse Norris à la jambe, puis Karen à la main. Elle enferme Chucky dans l’âtre de la cheminée et demande à son fils d’y jeter une allumette. Chucky rappelle à Andy qu’ils sont « amis pour la vie » mais Andy n’est pas dupe et le fait brûler. Chucky, en feu, sort de l’âtre en hurlant, mais bien que calciné, il vit encore. Devenu furieux, il agresse Andy mais Karen, en tirant plusieurs fois sur lui avec le révolver de Norris, le décapite et l'ampute d’un bras et d’une jambe. Jack arrive alors et malgré l’avertissement de Norris, il manipule imprudemment la tête de Chucky. Soudain, ses restes calcinés surgissent d’un conduit d’aération et tentent d’étrangler Jack, mais il est tué juste à temps par Norris d'une balle dans le cœur. Ils partent tous pour l’hôpital et, en sortant de la pièce, Andy se retourne pour jeter un dernier regard plein de regrets vers Chucky.

### Chucky, la poupée de sang(1990)
Deux ans après ces événements, la société Play Pals Inc., qui fabrique les poupées Brave Gars, a reçu une mauvaise publicité à la suite de l'incident d'Andy. Pour prouver que Chucky est une poupée normale, ils décident de le refabriquer et de le recommercialiser. Cependant, lors de la refabrication, un travailleur est électrocuté, le PDG veut cacher l’accident et donne Chucky à un autre dirigeant, Mattson. Incertain de ce qu'il faut faire, Mattson jette Chucky sur le siège arrière de sa voiture et se rend à un magasin d'alcool. Pendant son absence, Chucky vérifie les archives laissées par Mattson dans sa voiture et découvre où réside Andy : la maison des Simpson.
Andy Barclay est séparé de sa mère, qui séjourne dans un hôpital psychiatrique, à cause de l'histoire peu crédible qu'ils ont racontée deux ans auparavant. Il se fait accueillir dans une famille d'adoption, les Simpson, avec une adolescente rebelle, Kyle. C'est apparemment une famille saine, un couple adoptant des enfants sans parents. Chucky de retour se lance alors dans un nouveau massacre, bien décidé à s'emparer du corps d'Andy pour de bon. Après avoir tué Mattson puis l'institutrice d'Andy, Mlle Kettlewell, Chucky retourne incognito chez les Simpson. Dans la nuit, Andy entend du bruit venant du sous-sol et descend avec un couteau électrique. Chucky l'attaque, mais est arrêté par le père adoptif, Phil. Andy essaie de prévenir Phil, mais Chucky le fait trébucher en le faisant tomber avec un crochet, lui faisant se briser la nuque. Horrifiée par le décès de son mari, Joanne renvoie Andy à l'orphelinat. Seul dans la maison, Chucky suit Joanne à l'étage et lui tranche la gorge, puis assassine Grace Poole, la directrice de l'orphelinat, alors que Kyle est venue chercher Andy. Après avoir assassiné l'assistant du directeur de la chaîne de poupées, Chucky retrouve Andy à l'intérieur de l’usine Play Pals Inc., mais avec l'aide de Kyle, ils arrivent à tuer Chucky en lui faisant exploser la tête avec un tube à air.

### Chucky 3(1991)
Plusieurs années se sont écoulées depuis la mort de Chucky dans l'usine de poupées, qui a fait faillite et est laissée à l'abandon.
Cependant, l'usine redémarre et relance la fabrication des poupées, car les industriels ont décidé de renouveler la firme des poupées Brave Gars. Le cadavre de Chucky est emmené, son sang encore frais s'écoule, se mêlant aux matériels de fabrication des nouveaux jouets, et son esprit est ainsi inséré dans la première poupée : Chucky est à nouveau ressuscité. En tant que première poupée de la chaîne de montage, Chucky est confiée au PDG de l'usine, Haskell Sullivan. Il ramène la poupée dans son appartement, où Chucky le tue en l'étranglant avec un yo-yo après l'avoir paralysé en lui lançant une fléchette dans les lombaires, puis utilise son ordinateur pour localiser Andy.
Andy Barclay a maintenant seize ans, et n'ayant pas de famille pour le recueillir, il se retrouve dans un camp militaire pour jeunes. Chucky va alors se remettre à la recherche d'Andy, et ainsi le retrouver dans le camp. Chucky s'envoie lui-même à Andy à la Kent Military School, mais sa boîte est ouverte par un garçon répondant au nom de Ronald Tyler. Il décide d'utiliser Tyler comme nouveau vaisseau et se révèle au garçon. Chucky n'est plus obligé de prendre le corps d'Andy, mais celui de la première personne à qui il confierait son secret. Il projette donc de prendre possession du corps de Tyler et de tuer Andy pour se venger.
Il se prépare pour le rituel et déguise ses plans en un jeu. Malheureusement pour Chucky, Cochrane trouve Tyler et, comme les jouets vont à l'encontre des règles, l'emmène et le jette à la poubelle, qui se retrouve dans un camion-benne. L'éboueur est alarmé par la voix de Chucky. Tandis qu'il se rend à l'arrière du camion-benne, Chucky se glisse dans le siège du conducteur et démarre le compacteur, le tuant. Plus tard dans la nuit, quand Chucky trouve Tyler dans le placard du Colonel Cochrane, il n'a pas le temps de faire le rituel car ils sont ensuite retrouvés par deux filles. Les filles s'enfuient rapidement en entendant Cochrane revenir et emmènent Tyler avec elles, laissant Chucky. Sautant hors du bureau armé d'un couteau, Chucky effraie Cochrane, le tuant accidentellement en lui faisant avoir une crise cardiaque. Le lendemain, le sergent Botnick trouve Chucky assis au fond de son placard et lorsqu'il tente de lui raser la tête, Chucky lui tranche la gorge avec un rasoir droit.
Quelques heures plus tard, l’école se prépare pour son paintball annuel avec des élèves répartis en équipes rouge et bleue. Chucky vole les fusils de l'équipe rouge et remplace les pastilles de peinture par des balles réelles. Avant que le jeu ne commence, il appelle Tyler dans les bois. Il révèle ses véritables intentions au garçon qui, par peur, poignarde la poupée et retourne au jeu. Pour récupérer Tyler, il capture l'amie d'Andy, Kristen, et à la radio, il demande à Andy de lui amener Tyler ou il tuera la fille. Pendant ce temps, il crie également des insultes aux deux équipes afin de les inciter à se tirer dessus. Après avoir échangé leurs otages, les deux équipes se présentent et commencent à tirer. Le chef de l’équipe bleue, le lieutenant Shelton est abattu et tué durant un échange de tirs. Dans la confusion, Tyler s'échappe et Chucky lance une grenade sur la foule alors qu'il poursuit le garçon, grenade arrêtée par Harold Whitehurst, qui meurt sur le coup de l'explosion de celle-ci.
En capturant à nouveau Tyler, les deux se retrouvent dans une fête foraine. Ils se rendent dans une maison hantée, suivis de près par Andy et Kristen. Une fois à l'intérieur, Chucky échoue à nouveau pendant le transfert de son âme sur Tyler, et Andy tire sur Chucky, le faisant tomber. Tyler tend à Andy un couteau de poche qu'il utilise pour couper la main restante de Chucky, qui retient Tyler, faisant tomber Chucky dans un ventilateur propulsif qui le découpe en morceaux. Alors qu'il raccompagne Tyler à l'extérieur, Andy retrouve Kristen et se fait interpeller par la police, qui l'invite à entrer à l'arrière de leur véhicule, pour le conduire au poste et l'auditionner sur les évènements passés. Il n'est pas dit ce qu'il s'est passé après l'interpellation d'Andy.

### La Fiancée de Chucky(1998)
Les débris de Chucky ont été emmenés dans un casier à preuves confidentielles. En 1998, Tiffany, la dernière amante de Chucky pendant qu'il était encore humain, le retrouve après dix ans de recherche grâce à un policier, qu'elle assassine de sang-froid dans un hangar désaffecté, qui quelques minutes auparavant, avait dérobé la poupée pour elle dans un commissariat de police. Elle le remet à neuf avec ses propres moyens, d'où son visage balafré, et décide de le ressusciter par une incantation vaudou. Celle-ci pensait naïvement, par une bague trouvée dans leur appartement, qu'il voulait la demander en mariage la nuit de sa mort. Hélas, cette bague volée n'était qu'un trophée pour Chucky. Déçue, elle l'enferme et lui offre en moquerie la poupée d'une mariée. Chucky ne cherche qu'une chose, prendre possession du corps de quelqu'un. Il tue Tiffany, qui était déterminée à ne pas le laisser redevenir humain tant qu'il ne l'épouserait pas, et transfère l'âme de Tiffany dans la poupée de mariée.
La seule solution pour retrouver leur forme humaine est de traverser les États-Unis pour récupérer le Cœur de Damballa, enterré avec le cadavre de Charles Lee Ray au cimetière de Hackensack, dans le New Jersey. Pendant ce temps, un jeune couple, lui, Jesse, voisin de Tiffany, elle, Jade, victime de la surveillance de son oncle, officier de police, rencontrent énormément de difficultés pour pouvoir s'aimer. Un coup de téléphone de Tiffany leur demande, argent à la clé, d'amener les poupées à la tombe de Charles Lee Ray et une nouvelle série de meurtres commence, cette fois en couple, à travers les États-Unis. Jesse s'arrête dans un motel de la chapelle pour épouser Jade. Cette nuit-là, dans les suites de la lune de miel voisines, le couple est visité par une voisine de chambre, secrètement voleuse d’argent, exaspérant Tiffany. Dans la nuit, elle les tue et Chucky, impressionné, lui demande de l'épouser en lui donnant la bague de Diane et ils couchent ensemble.
Le couple, se trouve dans un camping-car, avec Jesse et Jade pour se rendre au cimetière de Hackensack. En dehors du camping-car, Chucky capture Jade et elle le conduit sur sa tombe. Alors que Jade déterre son cercueil, un Chucky impatient lui tire dessus, ordonne à Jade d'ouvrir le cercueil et de lui remettre l'amulette. Jesse apparaît alors avec Tiffany et ils échangent les otages, mais Jesse et Jade se retrouvent ligotés. Alors que Chucky commence à invoquer Damballa pour que Tiffany et lui possèdent les corps de Jesse et Jade, Tiffany embrasse Chucky, sort le couteau de la poche avant de la salopette de Chucky et le poignarde. Irrité par cette trahison, ils se battent jusqu'à ce qu'il finisse par la poignarder et la tuer. Tout en regardant sa fiancée morte, Jade le jette dans sa tombe. Elle prend son arme et lui tire dessus plusieurs fois. Le lendemain matin, Tiffany donne naissance à leur enfant, qui saute à la gorge du Détective de police, qui a auparavant retrouvé Jesse et Jade et les a innocentés, après avoir vu les poupées.

### Le Fils de Chucky(2004)
Plusieurs années après la mort de Chucky et Tiffany, la progéniture de la poupée de sang a des doutes sur elle-même, pensant être japonaise à cause d'un tatouage Made in Japan. Mais, après les avoir aperçu à la télévision sur le tournage d'une production Hollywoodienne inspirée de leurs meurtres, Glen (ou Glenda) découvre que son vrai père est Chucky, et il se lance à la recherche de ses parents. Après s'être enfui de chez le ventriloque qui l'exploitait, il se rend à Hollywood. En voyant les corps inanimés de ses parents, il lit les mots inscrits sur le Cœur de Damballa et ramène Chucky et Tiffany à la vie. Après avoir tué un homme du studio, Chucky décide de baptiser son fils Glen. Mais un dilemme se pose : Chucky veut un fils, Glen, et Tiffany veut une fille, Glenda. Dans la foulée, Jennifer Tilly entre dans la pièce et Tiffany choisit son corps comme nouveau vaisseau. Par ailleurs, Chucky s'est enfin pleinement accepté en tant que poupée meurtrière tristement célèbre. Après avoir tout préparé chez Jennifer, Chucky ment à Tiffany et jure de ne plus tuer la nuit. Il surprend un paparazzi en train de prendre des photos de Jennifer et Redman, et invite son fils à se joindre à lui, ayant l'intention de lui apprendre à tuer. Sur la route, il tue Britney Spears en la faisant sortir de la route, puis compte tuer le paparazzi une fois dans ses locaux. Glen sort de sa cachette et l'empêche de commettre le meurtre, effrayant le paparazzi. Le paparazzi trébuche sur une étagère de produits chimiques et est accidentellement tué alors qu'un bocal d'acide sulfurique se brise et se déverse sur son visage, le faisant fondre. Quant à Tiffany, elle est dégoûtée par le comportement machiste de Redman et le tue en l'éviscérant le lendemain soir, sous les yeux de Glen.
Quelque temps plus tard, Tiffany décide de partir avec Glen, à la suite de la décision de Chucky de rester une poupée surnaturellement possédée. Chucky tente de tuer Jennifer pour contrecarrer les plans de Tiffany, mais tue accidentellement Stan à la place. En entendant des sirènes de police au loin, Chucky est obligé de fuir et Jennifer est conduite à l'hôpital. Tiffany et Glen les suivent, et elle parvient à transférer son âme en un rien de temps dans le corps de Jennifer, alors que Chucky fracture la porte à la hache et tue Tiffany. Irrité par le comportement violent de son père, Glen prend la hache, empale et démembre Chucky. Glen demande à Chucky s'il est fier de lui et Chucky félicite Glen avant d'être décapité et tué. Cependant, quatre ans plus tard, Glen reçoit un paquet étrange. Quand il l'ouvre, il s'aperçoit que quelqu'un lui a envoyé le bras démembré de Chucky, qui l'étrangle.

### La Malédiction de Chucky(2013)
Bien que démembré par son fils Glen à la fin du cinquième film, Chucky est de retour dans La Malédiction de Chucky. Chucky arrive dans un colis banalisé à la maison isolée de Sarah et Nica Pierce. Comme aucune des deux n'attendaient la poupée, Sarah la jette à la poubelle. Cette nuit-là, Chucky réussit à tuer Sarah en lui enfonçant des ciseaux à couture dans la poitrine, faisant croire à un suicide. Pour aider Nica, sa sœur Barbara et sa famille se rendent à la maison, ainsi que le Prêtre de la famille, le Père Frank. Quand Alice, la petite fille de Barbara et Ian, âgée de huit ans, voit Chucky, elle l'adopte rapidement comme une poupée Brave Gars. Dans la soirée, Nica et Alice préparent le repas pour les invités sous le regard apparemment bienveillant de Chucky. Alors qu'elles quittent la pièce pour mettre la table, Chucky planifie d'empoisonner le repas et verse de la mort-aux-rats dans l'une des assiettes. Pendant le dîner, le Père Frank, désorienté et transpirant abondamment, décide de rentrer chez lui, mais en rentrant, il perd le contrôle de son véhicule et meurt décapité dans un accident de la route.
Plus tard dans la nuit, Alice est mise au lit avec Chucky. Un orage fait rage à l'arrière-plan, ce qui effraye Alice, qui se cache sous les couvertures. Elle dit à Chucky qu'elle a peur, Chucky rit et se moque d'elle. Pour la garder à l'écart, il lui dit qu'ils vont jouer à cache-cache, alors elle se cache dans le placard pour la nuit. Il verrouille la porte derrière elle. Chucky se faufile hors de la chambre d'Alice. Tandis que Jill se déshabille, Chucky donne un coup de pied dans un seau d'eau de pluie qui touche les pieds de Jill et la prise de courant à côté d'elle, ce qui l'électrocute et la tue, et provoque une panne de courant. Avec son Skype abruptement coupé, Barbara décide de chercher Alice, qui n'est pas dans sa chambre. Elle monte au grenier et y découvre Chucky, sur l'étagère derrière elle. Elle remarque quelque chose sur son visage et commence à enlever des bandes de latex, laissant apparaître des cicatrices en dessous. Elle pose son doigt près de sa bouche pour retirer une autre bande puis elle saute en arrière, effrayée par celui-ci, et tombe au sol. Chucky court vers elle, lui fait remarquer qu'elle a les yeux de sa mère (Sarah), qu'il a toujours trouvé qu'ils étaient trop proches l'un de l'autre, et la poignarde dans les yeux, la tuant.
En entendant des cris venant d'en haut, Nica monte l'escalier menant au grenier, pour y trouver Barbara morte, l'œil gauche arraché. Chucky se révèle, proclamant qu'elle est la suivante. Elle parvient à se rendre dans la chambre de Ian, l'époux de Barbara, qui la conduit au garage en attendant qu'il retrouve Alice. Après eux, Chucky monte dans la voiture et commence à faire tourner le moteur afin de l'étouffer. Elle brise la vitre avec une hache pour récupérer les clés de la voiture, mais Chucky les avale. Cependant, très vite, Ian se précipite dans le garage et blâme Nica pour les meurtres et la suspecte d'avoir séquestré Alice quelque part et de lui avoir fait du mal. Elle s'évanouit, et Ian l'attache à sa chaise roulante. Il tente de prouver sa culpabilité en jouant la séquence vidéo de la nourrice, via la webcam qu'il a placée dans la poche avant de la salopette de Chucky, mais est choqué de constater que Chucky est bien le meurtrier. Sans avoir le temps de réagir, Chucky pousse Nica sur Ian, ce qui le fait tomber à terre. Il attrape la hache de Nica et brise sa mâchoire inférieure. Chucky attaque Nica au genou, toujours avec la hache. Elle parvient à retirer la hache de sa jambe et, du côté émoussé, décapite Chucky. Cependant, comme il est une poupée, il se réanime et pousse Nica du balcon où elle chute. En descendant les escaliers, il prend un peu de temps pour expliquer ses motivations. Nous découvrons ainsi pourquoi dans Jeu d'enfant, Charles Lee Ray était en train d'échapper à la police. L'électricité se coupe à nouveau et elle est obligée de maintenir la porte fermée de l'ascenseur, car Chucky lui entaille les doigts avec son couteau. Elle lui prend le couteau des mains et le poignarde dans le dos. Nica est retrouvée en pleurs par un officier de police, et est reconnue coupable des crimes de Chucky.
Tiffany, toujours impliquée dans l'affaire Chucky, demande à un policier qu'il vole la poupée Chucky dans le local destiné aux pièces à conviction, dans un commissariat de police. Après avoir égorgé le policier avec une lime à ongles, elle se rend à l'agence postale et envoie Chucky à la grand-mère d'Alice. Chucky étouffe sa grand-mère avec un sac en plastique et effectue avec succès son rituel avec Alice. Cependant, une théorie de la part des fans de la franchise et du film voudrait que l'âme d'Alice réside à l'intérieur de la poupée de Tiffany, théorie avortée lorsque Chucky révèlera à Nica le funeste destin d'Alice à la fin du film Le Retour de Chucky, qui sortira quatre ans plus tard, soit en 2017.
Six mois plus tard, Chucky est renvoyé à Andy Barclay. Andy laisse le paquet sur sa table alors qu'il répond au téléphone. Chucky ouvre le paquet avec son couteau, pendant la conversation téléphonique entre Andy et sa mère. Quand il se retourne, Andy pointe son fusil directement sur le visage de la poupée. Alors que Chucky bafouille le nom d'Andy, celui-ci tire.

### Le Retour de Chucky(2017)
Andy a gardé la tête de Chucky qu'il avait défigurée à la chevrotine quatre ans auparavant, toujours en vie, même sans corps. Il sort la tête de son coffre-fort et la pose sur la table, fumant un joint après un rendez-vous sans succès avec Rachel. Chucky demande s'il peut tirer une bouffée, et Andy pose le joint sur les lèvres. Il inspire, mais tente de se jeter à la gorge d'Andy avant d'exhaler. Alors qu'Andy s'éloigne de la table pour chercher quelque chose avec lequel torturer Chucky, il se moque d'Andy sur le fait qu'il ne saura jamais si Rachel est une rousse naturelle. À cette remarque, Andy sort un chalumeau et se met à le torturer.
Pendant ce temps, Nica a été transférée dans un établissement psychiatrique à sécurité moyenne, à Harrogate. Elle assiste à une séance de groupe organisée par le Dr Foley, qui aborde le sujet du passé de Nica et les meurtres qu'elle a commis. Elle espère que sa nièce Alice se porte bien, Angela l'interrompt pour dire que Chucky lui a téléphoné et qu'il vient chercher Nica, maintenant qu'elle peut recevoir des visiteurs. Pour aider le groupe à donner un sens à la situation Chucky, le Dr Foley se rend à son bureau et sort une poupée, nommée Chucky, de son placard. Bien que certains membres du groupe soient dérangés par la poupée, Madeleine prend immédiatement Chucky pour son bébé et le prend dans ses bras.
À l'heure du déjeuner, Nica reçoit la visite de Tiffany, prétendant être la tutrice légale d'Alice. Tiffany informe Nica qu'Alice est décédée et qu'elle lui a laissé la poupée Brave Gars qu'elle a utilisée en thérapie, également appelée Chucky. Nica jette la poupée au Dr Foley avant de quitter la pièce, affligée, alors il la dépose dans la salle de thérapie de groupe. Après son départ, la poupée Chucky jette un regard noir dans sa direction. Plus tard dans la nuit, Chucky se faufile derrière la réception et vole un scalpel pour s'en prendre à Nica, En entrant dans la chambre de Nica, il s'aperçoit que l'un des rayons de son fauteuil roulant a été arraché et qu'elle s'ouvrait les poignets pour se suicider, et écrit " Pas si vite ! " dans la mare de sang située près de son lit, alors que ses poignets ont été recousus. Le lendemain matin, Nica se réveille pour entendre sonner les alarmes dans tout le bâtiment tandis que les infirmières se précipitent dans la chambre d'Angela. Elle est retrouvée morte dans son lit, les poignets ouverts. Nica aperçoit le rayon de son fauteuil roulant, et dans la mare de sang est écrit : "Chucky l'a fait.".
Andy regarde à nouveau une vidéo qu'il a filmée au bureau du Dr Foley en 2013, où il tente de prouver l'innocence de Nica en lui montrant la tête de Chucky. Il tire sur la tête avec son arme, provoquant un hurlement de Chucky, mais le Dr Foley croit seulement que ce sont des effets spéciaux et le fait sortir du bureau. Une fois la vidéo terminée, la tête de Chucky rit, narguant Andy qu'il est peut-être vraiment fou et que sa place est avec Nica, dans un asile.
À la fin du film, Chucky prend possession du corps de Nica et assassine le Dr Foley pour la venger, tandis que le Chucky de Madeleine tue Malcolm et Ashley, et que trois autres Chuckys tuent Carlos. Nica/Chucky enferme Andy dans une cellule capitonnée et retrouve Tiffany à l'extérieur de l’hôpital psychiatrique. Après s'être embrassés, ils montent dans la voiture de Tiffany et celle-ci dit se sentir mal à propos d'Alice. Chucky, dans le corps de Nica, répond à Tiffany qu'il s'en fichait d'Alice, portant à faire croire au spectateur qu'Alice n'était qu'un pion dans ses noirs desseins. Tiffany et Nica/Chucky quittent l'hôpital en riant sadiquement, avec la poupée Tiffany, assise sur la banquette arrière. Il sera révélé dans la première saison de la série télévisée qu'ils retournent à Hackensack, puis qu'ils déménagent à Beverly Hills dans la deuxième saison, à la suite de l'explosion de la demeure de Charles Lee Ray.
Dans la scène post-générique, Kyle, la sœur adoptive d'Andy dans Chucky 2, se rend chez celui-ci, y trouve la tête de Chucky et compte le torturer pour qu'il lui révèle où se trouve Andy afin qu'elle puisse le sauver. Il sera révélé dans la première saison de la série télévisée que Kyle a détruit la tête de Chucky.

### Chucky(2021)
Saison 1
Le premier épisode s'ouvre et se termine sur Charles, 7 ans, qui espionne sa mère en train de se coiffer, pour lui faire une blague.
Pendant ce temps, à Hackensack, un vide-greniers a lieu et un adolescent de 14 ans, Jake Wheeler, achète Chucky à une de ses voisines pour terminer sa sculpture, tout en écoutant un podcast nommé Hackenslash de son ami Devon Evans, sur Charles Lee Ray. Alors qu'il rentre chez lui, son père, Lucas, rentre quelques minutes plus tard et l'informe que son oncle, sa tante et son cousin (respectivement Logan, Bree et Junior) viennent dîner chez eux le soir-même. Alors que Junior ne cesse d'intimider Jake avec des choses en rapport avec l'homosexualité, Bree le somme d'arrêter et Lucas casse un verre. Alors que Bree prétexte une envie pressante, elle est vue en train de discuter au téléphone avec quelqu'un d'un secret. 
Le lendemain, au collège Perry, Lexy et Oliver intimident Jake car il a apporté une poupée Chucky en classe. Lexy l'intimide en créant une page de dons pour personnes défavorisées sur Internet, et Oliver l'intimide en le traitant de pauvre. 
Alors que Jake consulte les annonces sur Internet concernant Chucky, quelqu'un l'appelle et lui demande si la poupée qu'il a acheté possède des piles. Jake vérifie et découvre avec horreur que Chucky n'en a pas dans son dos, et le jette à la poubelle. 
Le lendemain soir, au Concours de Talents du collège, Devon Evans joue un air au piano. Lexy le remercie et invite Jake à venir sur scène, mais Chucky a une idée. Il fait monter Jake sur scène et intimide Lexy par rapport à son historique de recherches Internet : elle est attirée par le botox, est fan de pornographie mettant en scène des Pokémon, et a même demandé à Google pourquoi ses pets sentent la rose. Mal à l'aise, Lexy quitte la scène, mais Caroline, la petite sœur de Lexy, âgée de sept ans, sourit et semble être attirée par Chucky, au grand étonnement de sa mère, Michelle.
Lucas attend Jake chez lui. Il est ivre, et lorsque Jake rentre à la maison, Lucas le bat sous prétexte que Jake s'est fait renvoyer du collège mais aussi car Jake a avoué être gay. Lucas le consigne dans sa chambre et garde Chucky auprès de lui. Peu de temps après, une coupure de courant survient, et Lucas descend au garage pour rallumer le disjoncteur. Seulement, Chucky vomit du whisky sur un câble exposé au sol, et Lucas, les doigts sur les différentes prises du disjoncteur, est électrocuté à mort. La police arrive chez Jake quelques minutes plus tard, et les inspecteurs Evans et Peyton le confient à son oncle et sa tante, au grand mécontentement de Junior.
Le passé de Charles est lentement révélé à travers une série de flashbacks. Le premier flashback a lieu en 1965 lorsque Charles a 7 ans, après qu'il soit rentré chez lui après avoir fait une chasse aux friandises pendant Halloween. Il ramasse une pomme qu'il a reçue et remarque une lame de rasoir coincée à l'intérieur. Il le mord malgré tout et sourit après que la lame de rasoir lui a coupé les lèvres de sa bouche, ce qui l'a fait saigner.
Le soir d'Halloween, Michelle et Nathan, les parents de Lexy et de Caroline, se préparent pour sortir à l'extérieur, et Michelle et Nathan sont tous deux étonnés du talent artistique de Caroline pour le dessin, au grand dam de Lexy, qui ne supporte pas sa sœur. Oliver Hayden organise une soirée d'Halloween chez lui, et a invité Jake et Devon, à la grande horreur de Lexy. Caroline est vue en train de jouer à la console de jeux avec Chucky, qui tente de l'inciter au meurtre par des sous-entendus. Junior et Lexy sont à l'étage et s'embrassent, mais Lexy est mal à l'aise. Chucky se trouve sous le lit et tente de la poignarder à travers, sans succès. Alors que Jake et Devon sont enfermés dans un placard par Oliver, ils en ressortent sept minutes plus tard et Jake, à la fois attristé et en colère, aperçoit Lexy déguisée en son père s'électrocutant. Il se jure de le lui faire payer, et en parle à Chucky, qui l'incite à la tuer. 
Le deuxième flashback se passe alors que Chucky se remémore son premier meurtre. Lors de sa fête d'anniversaire, il utilise un maillet pour faire tomber la piñata au sol, mais continue de la briser agressivement même après sa chute. Il entend la nouvelle d'un tueur en série en cavale à la radio, et s'amuse à planter de façon violente un couteau dans son gâteau d'anniversaire. Plus tard dans la nuit, Charles est réveillé et découvre que le tueur en série est entré par effraction dans sa maison et poignarde son père, Peter, le tuant. Sa mère Elizabeth l'emmène avec elle et les deux se cachent dans un placard, mais Charles parvient à saisir son couteau de poche avant qu'ils ne se cachent. Le tueur trouve bientôt leur cachette, mais lorsqu'il ouvre le placard, il découvre que Charles a déjà poignardé sa mère, affirmant l'avoir « aidé ». Le tueur en série est impressionné par la façon d'agir de Charles.
Alors que Chucky lui raconte son premier meurtre, Jake se prépare à tuer Lexy. Il rôde dans la forêt et croit l'apercevoir au loin, en train de faire son jogging. Il se prépare à la poignarder quand la personne se retourne et s'avère être son cousin, Junior. Junior se rend chez Lexy et la met en garde : il lui dit qu'il a peur de ce que Jake lui fera, en plus de la blâmer pour s'être déguisée comme son oncle décédé.
Alors que Caroline pleure et hurle, Lexy se précipite dans le salon, et Caroline l'informe qu'elle veut Chucky. Jake est vu dans le garage de Logan et Bree, et essaie plein d'outils de jardinage afin de savoir lequel est le plus digne d'être utilisé pour tuer Lexy. Lexy vient à sa rencontre et lui présente à contrecœur des excuses concernant son comportement envers lui, tout en sous-entendant une faveur de la part de Jake : Chucky. Jake le donne à contrecœur, et n'est pas du tout rassuré lorsque Caroline rentre chez elle avec la poupée. Alors qu'elle joue à la maman avec Chucky, et après s'être câlinés tous les deux, celui-ci semble lui chuchoter quelque chose à l'oreille : il souhaite faire un câlin à Lexy, mais prépare secrètement sa vengeance.
Les parents de Lexy et Caroline sont convoqués au collège par Mlle Fairchild et la Principale McVey pour discuter du comportement de leur fille aînée envers son camarade Jake Wheeler, et elles leur montrent une vidéo où Lexy imite Lucas s'électrocutant, à la grande horreur de Logan et Bree.
Pendant ce temps, Lexy fait une soirée chez elle et invite tous ses amis, y compris Oliver. Caroline est vue au lit, et demande à Lexy de lui chanter une berceuse, au grand amusement de Junior. Après l'avoir bordée, Chucky sort du lit de Caroline, l'informe qu'il va tuer sa sœur et lui demande si elle veut l'accompagner mais Caroline rétorque qu'elle est trop fatiguée et s'endort.
Lexy est vue en train de chercher des boissons au frigo quand Caroline la surprend et lui fait savoir que Chucky a disparu. Lexy raccompagne Caroline au lit, tout en prenant un casque où joue de la musique, pour ne plus être dérangée par elle.
La fête bat son plein au rez-de-chaussée, Lexy et ses amis s'amusent, quand quelqu'un est vu en train de monter les escaliers. Chucky fonce et pense poignarder Lexy, mais il s'agit en réalité d'Oliver. Chucky le poignarde à mort, alors qu'Oliver appelle à l'aide, en vain.
Lexy est dans sa chambre, en train de fumer un joint, et Chucky lui saute dessus par derrière, effrayant celle-ci. Chucky agite ses jambes pendant l'attaque, ce qui crée un courant d'air et incendie la maison de la famille Cross.
Alors que Jake pleure sa mère, il s'excuse auprès de son père et quand il entend des sirènes de pompiers, il comprend que le pire est arrivé et pleure être désolé.
Le troisième flashback a lieu en 1972, où Charles, maintenant âgé de 14 ans, séjourne au Burlington County Home for Wayward Boys dans le sud du New-Jersey. Il tente de modeler trois garçons pour qu'ils suivent ses traces de tueur, leur enseignant des gros mots et leur lisant des contes de fées tordus qui tournent autour du meurtre. Un jour, alors qu'il courait dans la maison, le concierge se fâche contre lui pour avoir sali son sol propre avec des baskets sales, et commence à mouiller sa seule paire de chaussures avec de l'eau sale. Cela déplaît à Charles, qui assassine le concierge avec son couteau de poche et jette son cadavre dans la forêt. Quelques jours plus tard, il emmène son groupe de trois garçons dans une aventure qu'il nomme Peter Pan pour aller capturer le capitaine Crochet. Il les conduit à travers la forêt, jusqu'au cadavre du concierge. Charles prétend que le concierge est le capitaine Crochet, alors qu'il a coupé la main du concierge et a enfoncé un crochet dans le moignon ensanglanté. Deux des garçons s'enfuient en hurlant d'horreur, mais l'un reste avec Charles, un garçon nommé Eddie Caputo. Cette nuit-là, la police arrive au Burlington County Home for Wayward Boys pour enquêter sur la mort du concierge. Avant de s'enfuir, Charles dit au revoir à Eddie et lui offre la main coupée du concierge en souvenir.
Les pompiers évacuent les amis de Lexy, y compris Lexy elle-même et sa sœur Caroline. Jake se rend d'urgence à l'hôpital d'Hackensack et y retrouve Devon. Alors qu'il se rend à la chambre de Caroline, Lexy le surprend et lui demande pourquoi Chucky en a après elle, ce à quoi Jake répond que c'est parce qu'il le lui a demandé. Indignée et horrifiée, Lexy décide d'en parler à ses parents, mais Jake l'en dissuade. Lorsqu'elle demande à sa mère si Caroline va s'en sortir, Michelle se voit stupéfaite de l'intérêt soudain qu'a Lexy envers Caroline et la réprimande lorsque Lexy tente de lui dire que Jake est le responsable de l'état de Caroline, estimant que Lexy a assez fait souffrir ce pauvre garçon. Lexy tente d'avoir l'appui de son père, mais celui-ci est d'accord avec sa mère, Michelle. 
Forcée de coopérer avec Jake, et alors que ses parents sont endormis à l'hôpital, Lexy et lui se rendent à la maison Cross, ravagée par l'incendie, et une dispute éclate entre eux. Lexy glisse sur le balcon, mais Jake la rattrape de justesse. Chucky apparaît et incite Jake à la laisser tomber, à la grande horreur de Lexy, qui le supplie de l'aider. Jake refuse et Chucky tente en vain de tuer Lexy lui-même. La confrontation prend fin lorsque le détective Peyton se rend sur les lieux et se voit être dans l'obligation de les raccompagner à l'hôpital, tout en prenant un Chucky défiguré avec lui.
Peu de temps après, Peyton est vu en train de manger les gâteaux et biscuits de Caroline, et Chucky le paralyse en lui lançant un scalpel chirurgical dans la moelle épinière, puis le tue par exsanguination en le poignardant à plusieurs reprises avec des seringues usagées. Kim se trouve dans un bureau avec Jake et l'auditionne sur les morts mystérieuses de son père et d'Oliver. L'alarme retentit car l'oxygène de Caroline a été débranchée, mais est rebranché de justesse. Jake profite de l'occasion pour retrouver Lexy et Devon, qui, comme le personnel de l'hôpital et les parents de Lexy, découvrent le corps de Peyton. L'épisode se termine avec Chucky défiguré, narguant le trio en leur souriant et en leur faisant un doigt d'honneur.
Le quatrième flashback se déroule dans les années 1980, où Charles traîne dans une boîte de nuit. Il s'approche d'une femme nommée Delilah, et ils embarquent ensuite une autre femme rousse avant de partir pour l'hôtel d'Hackensack. Il regarde les deux femmes s'embrasser sur le lit avant de saisir la femme rousse par le cou et de lui porter un couteau au visage. En le défiant du regard, elle lui dit de le faire, mais il hésite et poignarde à la place Delilah dans le ventre. Il tend le couteau à l'autre femme, lui permettant de terminer le travail et de tuer Delilah. Exaltés par le meurtre, ils sautent sur le lit et commencent à s'embrasser. Elle lui dit qu'elle s'appelle Tiffany et lui fait la remarque qu'il devrait s'appeler "Chucky". Quant à lui, il lui fait la remarque qu'elle devrait être blonde.
Caroline se réveille dans une autre chambre, et joue à un jeu sur sa tablette quand elle informe son père qu'elle veut Chucky. Son père lui apporte le Chucky défiguré, Caroline prend peur et hurle. Lexy, Jake et Devon sont aperçus en train de fouiller dans les ordures de l'hôpital afin d'y trouver Chucky et le détruire, en vain. Tous les quatre finissent par rentrer chez eux, et une dispute éclate entre Michelle et Nathan. Plus tard, alors que Nathan offre une nouvelle poupée, appelée Tommy, à Caroline, Lexy prend la poupée et la frappe au sol à plusieurs reprises, à la grande horreur de Caroline.
Logan, Bree, Junior et Jake dînent, quand Jake reçoit des textos de Lexy, à la grande stupéfaction de Junior, et une dispute éclate entre eux. La dispute est interrompue par Logan, qui le somme de poser son téléphone sur la table. Sous une pluie battante, Chucky aperçoit Caroline en train de s'amuser et chanter avec Tommy. Nathan trouve le Chucky défiguré et blâme Lexy qui jure être innocente. Lexy le jette à la poubelle, et avec Jake et Devon, ils le mettent hors d'état de nuire.
Nica, toujours possédée par Chucky, est vue avec Tiffany dans une chambre d'hôtel à Hackensack. Elles s'amusent à intimider un homme qu'elles ont capturé, quand Tiffany se plaint d'avoir faim. Une dispute éclate entre Nica et elle, et elle s'en va. Alors que Chucky fait saigner le front de l'homme capturé, il aperçoit du sang, et Nica reprend brièvement le contrôle de son corps. Affolé, l'homme la supplie de ne pas le tuer et elle lui raconte son histoire. Nica lui détache le poignet, l'homme la frappe, permettant à Chucky de reprendre les devants. Tiffany et Nica semblent se réconcilier et s'en vont manger quelque chose, quand Nica revient sur ses pas et égorge l'homme, tout en riant sadiquement.
Une réunion a lieu au collège, et Michelle Cross, mère de Lexy et de Caroline, et Maire d'Hackensack, met en place un couvre-feu, alors que des personnes du public l'insultent. L'inspectrice Evans appelle la Principale McVey pour énoncer les règles du couvre-feu, mais celle-ci ne répond pas à l'appel. Soudainement, sa tête roule sur la scène et tout le public, y compris Jake, Devon, Lexy et Caroline, découvrent avec horreur son corps décapité. Il est ensuite révélé que le Chucky défiguré s'est transféré à l'intérieur de la poupée Tommy de Caroline.
Dans le cinquième flashback, qui se déroule en 1987 à Hackensack, Chucky et Tiffany achètent une voiture et égorgent le vendeur. Pendant qu'ils conduisent, Chucky lit un livre sur le sujet du vaudou.
Andy Barclay et Kyle se présentent à une famille en prétextant travailler pour le recensement de la population. Ils sont invités à entrer, et Andy leur pose des questions étranges, mettant mal à l'aise le couple, et Kyle. La fille du couple, Becky, âgée de sept ans, se rend dans le salon avec le Chucky aux doigts fondus, qui s'anime en regardant Andy. Il tente de poignarder Becky, mais Andy lui tire dans la tête, et Kyle et lui l'achèvent en le criblant de balles, à la grande horreur du couple et de leur fille. Kyle est mal à l'aise et craint qu'ils ébruitent l'histoire, mais Andy la rassure en lui disant que grâce à eux, une enfant est en vie. Jake, Devon et Lexy sont en cours de biologie, quand leur professeur, Mlle Fairchild, est arrêtée pour les meurtres d'Oliver Hayden et de la Principale McVey. Nica et Tiffany sont aperçues en train de jouer au poker, et Tiffany sait que Nica a repris le contrôle de son corps car elle n'a pas hurlé de douleur quand celle-ci lui a planté un couteau dans la cuisse, à cause de sa paraplégie. Tiffany avoue avoir des sentiments amoureux pour Nica, à la grande confusion de celle-ci. Elle assomme Nica avec une poêle à frire et la conduit dans l'ancienne demeure de Charles Lee Ray. Jake et Devon discutent avec Andy et Kyle au téléphone, qui leur propose de se retrouver quelque part afin d'élaborer un plan consistant à détruire Chucky.
Bree Wheeler se rend chez sa psychothérapeute, le Dr Mixter, et l'informe qu'elle renonce à prendre un traitement pour son cancer, avancé au stade IV.
Bree s'apprête à envoyer un texto à son mari, Logan, quand elle entend un bruit. Apeurée par un chariot postal qui fonce droit sur elle, elle recule près de la fenêtre, qui se brise. Le chariot postal s'écrase sur une voiture, et Bree atterrit sur la voiture familiale, la tête dans le pare-brise, à la grande horreur de Junior. Bouleversé par la mort de sa mère, Junior s'en prend à Jake et le prie de ne plus l'approcher. 
Chez Devon, Jake et Lexy mettent au point un plan visant à neutraliser Chucky une fois pour toutes. La mère de Devon rentre chez elle quand Chucky l'effraie en lui sautant dessus. Elle prend peur, trébuche dans les escaliers et se brise la nuque, sous les regards effarés du trio.
Dans le sixième flashback, qui se déroule en 1988, Chucky et Tiffany achètent un appartement à Chicago. Tiffany découvre que Chucky tue dans son dos et les deux se disputent avant que Chucky ne parte de l'appartement. 
L'enterrement de Bree a lieu, et Jake, Devon et Lexy s'y rendent. Excédé, Junior s'en prend à nouveau à Jake en le frappant au visage, et se fait rappeler à l'ordre par son père. Tiffany se rend à l'enterrement de Bree et embrasse Logan, sous le regard confus de son fils. 
Lexy et Caroline sont aperçues avec leur mère à une conférence de presse, où Michelle déclare que la suspecte a été arrêtée et que la vie reprend son cours. Alors qu'un journaliste interroge Caroline, celle-ci répond que Chucky lui a dit de tuer sa mère. Lexy prend sa sœur à part, et lui demande des informations sur ce qu'il aurait pu lui demander d'autre, ce à quoi Caroline répond que Chucky lui a dit de tuer sa mère, son père et Lexy elle-même. Anéanti par la mort de sa femme, Logan sombre dans l'alcoolisme, comme son frère, Lucas, et une dispute éclate entre son fils et lui. Junior semble parler à travers Chucky, mais Chucky finit par s'animer et Junior frappe son père à mort avec celui-ci, le tuant et réveillant, pour le coup, son armée de Chuckys. Une brève dispute éclate entre Jake et Devon, et Devon décide de se rendre à l'ancienne demeure de Charles Lee Ray, où il est pris en otage par Nica. Pendant ce temps, Andy arrive chez les Wheeler. 
Le septième et dernier flashback révèle qu'une fois Chucky parti de l'appartement commun, Tiffany appelle la police et demande à parler au Détective Mike Norris, et informe son interlocuteur qu'elle a des informations confidentielles concernant un certain « Étrangleur de Lakeshore ».
Junior permet à contrecœur à Andy d'entrer, et celui-ci lui pose tout un tas de questions concernant Jake et Logan, auxquelles Junior répond froidement. Il invite Andy a entrer afin d'avoir une discussion avec son père, sauf que Junior se trouve seul chez lui. Andy met en garde Junior en ce qui concerne Chucky, et le somme de ne pas l'approcher s'il l'aperçoit. Nica et Tiffany descendent au sous-sol de l'ancienne maison de Charles Lee Ray pour y trouver l'armée de Chuckys réveillée et opérationnelle, à leur grand bonheur. Une dispute éclate entre Chucky et Tiffany, et celle-ci le décapite avec sa lime à ongles avant d'endormir Nica en lui injectant du chloroforme. Avant de s'en aller avec Junior, Tiffany met en place une bombe que sa fille, Glenda, lui aurait fabriqué avec amour. Sur le point d'être attaqués par un autre Chucky, Kyle prend les devants et le détruit avant de droguer Jake et Lexy, afin qu'ils ne soient pas blessés ou tués. Andy tient Chucky en joue alors que Kyle arrive quelque temps plus tard sur les lieux. Elle ouvre la porte de l'ancienne demeure de Charles Lee Ray, ce qui déclenchent la bombe et la maison explose. Le lendemain, Jake et Lexy se réveillent et apprennent que l'ancienne maison de Charles Lee Ray a explosé, à la grande tristesse de Jake. Devon se présente plus tard à Jake, et tous deux décident d'en finir avec Chucky.
Au cinéma, Caroline et sa mère assistent à la projection du film Frankenstein, tandis que Junior et Chucky tiennent Lexy en joue. Quelques minutes plus tard, Nathan rejoint sa femme et sa fille, et Michelle va chercher du pop-corn. Chucky glisse sous les sièges de la salle, au grand étonnement de Caroline, et se met à poignarder le public au hasard, y compris Nathan, le père de Caroline. Junior explique ses motivations à Lexy, ce à quoi Lexy le convainc qu'il n'est encore qu'un adolescent. Se sentant trahi, Chucky poignarde Junior et inversement, et Junior meurt dans les bras de Lexy, en larmes.
Jake demande à Devon d'escorter Caroline hors de la salle, et une confrontation entre Chucky et Jake a lieu, confrontation où Jake sort vainqueur.
Devant le cinéma, Caroline pleure son père tandis que Michelle tente de la rassurer. Alors que Jake demande si Junior s'en est sorti, Lexy répond par la négative. Tiffany menace le conducteur du camion de le tuer, si la livraison des Chuckys ne se passe pas comme prévu. Andy, qui a survécu à l'explosion, assomme le conducteur et démarre, non sans d'abord faire signe au trio que tout est sous contrôle. Il aperçoit Tiffany et lui fait un doigt d'honneur, à la grande horreur de celle-ci. Andy continue de conduire lorsqu'il est menacé d'une arme par la poupée Tiffany, qui le somme de continuer sa route et de ne pas poser de questions.
Nica émerge et Tiffany se trouve à ses côtés. Elle s'excuse des précautions qu'elle a dû prendre au cas où Chucky possèderait à nouveau son corps et tenterait de la tuer. Nica découvre avec horreur que Tiffany l'a amputée des bras et des jambes.
Le trio se rend sur la tombe de Junior, surveillés de loin par Mlle Fairchild et espionnés derrière un arbre par une personne à la main gantée.
Une ellipse a lieu et l'on retrouve Chucky au coin du feu de cheminée, où il récapitule les morts de cette première saison, tout en laissant son public imaginer comment il s'est débarrassé de Binx, le chat de Jake. Avant de connaître le sort du trio et de Caroline, d'Andy et de Nica, il propose aux téléspectateurs une coupure publicitaire, clôturant la première saison. 
Charles trouve la mort le 9 novembre 1988, lors d'une fusillade dans un magasin de jouets vue au début de Jeu d'enfant et dont l'objet est révélé dans un flashback de La Malédiction de Chucky, puis dans le septième flashback de la première saison. Il transfère dès lors son âme dans une poupée Brave Gars qui se trouvait à proximité. Les événements des sept films puis de la série télévisée (sans les flashbacks) se mettent alors en place.
Note : Dans la série télévisée, il semble que Chucky ne compte plus vouloir posséder de corps humains, mais il incite les enfants et les adolescents (notamment Jake, Caroline, Lexy et Junior) à tuer leurs camarades et les membres de leurs familles, dans le but de créer et "réveiller" son armée de Chuckys, et compte sur Tiffany pour expédier les 72 Chuckys à travers le monde.
Saison 2
Après qu'Andy ait fait se crasher la camionnette pleine de Chuckys, un Chucky chauve, nommé le Colonel, tue tous les autres Chuckys survivants au crash et capture Andy pour le torturer. Après que Chucky se soit suicidé en ayant par la même occasion tué Gary, le demi-frère adoptif de Jake, en déclenchant une bombe, le trio (Jake, Devon et Lexy) se voit forcé d'aller dans une école Catholique, la même que celle de Charles Lee Ray lorsqu'il était enfant et adolescent. Pendant ce temps, Caroline, la sœur de Lexy âgée de maintenant huit ans, se voit offrir une poupée Wedding Belle qui ressemble à celle de Tiffany dans La Fiancée de Chucky, par le Dr Mixter. Il n'est pas dit ce qu'il s'est passé après cet évènement. 
Des meurtres ont lieu à l'école catholique : celui d'une nonne, celui de Trevor (le némésis de Lexy), celui d'un prêtre dans un confessionnal, et celui de Nadine (qui s'était fortement liée d'amitié avec Lexy et attachée à un Chucky conditionné par Jake, Devon, Lexy et elle-même), sans oublier ceux d'un Chucky à l'apparence svelte et musclée, et du Colonel Chucky. Pendant ce temps, à Beverly Hills, Tiffany reçoit ses enfants, Glen et Glenda, pour leurs 18 ans. Jeeves, le majordome censé empêcher quiconque d'entrer dans la chambre de Nica, est retrouvé mort par les convives (qui comptent entre autres Gina Gershon et Meg Tilly), et Tiffany fait passer cela pour une soirée d'enquête. Il est révélé quelque temps après que Jeeves se nomme en réalité Sal DeMarco, et il est également révélé que Jennifer Tilly, piégée dans la poupée Tiffany à la fin du film Le Fils de Chucky, est toujours en vie. Trois mois plus tôt, Glen et Glenda découvrent une Nica amputée des bras, des jambes, et en détresse, et ils lui promettent de l'aider. Nica parvient à s'échapper des griffes de Tiffany, à la grande horreur de celle-ci, et est conduite, par Kyle et Glenda, à l'école catholique car Chucky lui a expliqué son plan : se séparer de Nica, la venger pour ce que Tiffany lui a fait, et se venger lui-même de Tiffany pour l'avoir trahi une fois de plus. Il est plus tard révélé que le Dr Mixter, qui en plus d'être la psychothérapeute de Michelle, Lexy et Caroline après la mort de Nathan et de Junior, était aussi celle de Charles Lee Ray lorsqu'il avait 7 ans, et il se pourrait que ce soit elle qui l'a poussé à tuer et à devenir le dangereux psychopathe qu'il est aujourd'hui. Contrairement à ce qui a été montré dans Le Fils de Chucky, Glenda n'a aucune intention meurtrière, et se montre bienveillante envers Glen, cependant elle n'hésite pas à empoisonner Jeeves/Sal DeMarco car celui-ci s'est moqué de la non-binarité de Glen et de celle-ci, et car il importune de façon indiscrète les convives de Tiffany. Alors que Meg questionne Tiffany sur le cinéma, celle-ci donne de mauvaises réponses. Tiffany monte à l'étage et se dispute avec Jennifer, et Meg se montre confuse quand celle-ci lui demande de l'aider et lui dit qu'elle est piégée dans la poupée. Démasquée, Tiffany tue rageusement Meg en la poignardant à plusieurs reprises avec sa lime à ongles, à la grande horreur de Jennifer. Avant d'incendier le manoir, elle offre à Glen la forme de poupée qu'il avait auparavant, et lui fait remarquer que la poupée appartient, par la même occasion, à Glenda. Puis, elle part à la recherche de Glenda avec Glen et Jennifer.
Le Père Bryce, Nica, Andy, Jake, Devon et Lexy procèdent à un exorcisme afin d'expulser le fragment d'âme de Charles Lee Ray / Chucky hors du corps de Nica. Ils y parviennent, mais l'esprit de Charles Lee Ray / Chucky prend possession du corps du Père Bryce et le fait exploser, puis le fragment d'âme de Charles Lee Ray / Chucky retourne à l'intérieur d'une poupée Brave Gars qui se trouvait à proximité. Jake noie Chucky dans l'eau bénite peu de temps avant que la Sœur Ruth ne prenne Lexy en otage en échange de la poupée Chucky et en exigeant également que le Dr Mixter puisse quitter l'école avec : sentant son groupe d'amis menacé, Glenda lance son couteau Bowie dans l'œil gauche de la nonne, qui meurt sur le coup. Andy poursuit le Dr Mixter avant de vider son chargeur sur Chucky, tuant son ennemi juré une fois pour toutes, alors que le Dr Mixter prend la fuite.  
Pendant ce temps, dans un restaurant des années 50, Tiffany est reconnue par les clients de celui-ci car sa ressemblance avec Jennifer Tilly est troublante. Alors que Glen panique et ne cesse de lui poser des questions, Tiffany l'implore de se taire et de la laisser réfléchir. Le soir, Jennifer, qui a entretemps réussi à se défaire de ses liens à l'insu de Tiffany, quitte le véhicule, à la grande horreur de celle-ci. Jennifer, dans la poupée Tiffany, se fait réduire en bouillie par un semi-remorque, et Tiffany pleure d'angoisse car elle n'a plus de poupée Wedding Belle à proximité pour y transférer son âme. 
Après que Glen et Glenda se soient retrouvés, Nica tire sur Tiffany pour se venger de l'avoir torturée physiquement et mentalement pendant un an, mais Glen se prend la balle à la place. 
Alors que tout le monde quitte l'école catholique, et que Tiffany semble se rendre à l'hôpital le plus proche avec Glen et Glenda, le Dr Mixter conduit dans sa voiture, en riant avec une voix plus que familière, avec de mauvaises intentions.
Un flashback révèle que Chucky Premier a pu effectuer le rituel d’échange de corps avec le Dr Mixter avant qu’Andy ne tue la poupée. Maintenant dans le corps de celle-ci, Chucky récupère une nouvelle poupée Brave Gars dans le coffre-fort de son bureau, dans laquelle il se transfère (ce qui permet à la police de trouver le corps sans vie du Dr Mixter). L’état de Glen s’aggravant, Glenda décide de le sauver en se transférant avec lui dans la poupée Glen / Glenda. Après avoir tué un policier suspect, Tiffany et elle effectuent le rituel - à savoir transférer les deux jumeaux dans la poupée, se faisant maintenant appeler GG. Tiffany expédie GG en Angleterre, afin qu’ils puissent en apprendre davantage sur leurs origines. Quelques semaines après leur retour à la maison, Jake et Lexy s’inscrivent à une thérapie de groupe et Lexy invite Jake et Devon à rester chez elle pour Noël. La veille de Noël, Jake et Devon, ainsi que Lexy et Michelle, réparent leurs relations respectives. Chucky arrive à la maison, tout comme Tiffany, qui est à la recherche de la poupée Wedding Belle de Caroline car elle l'a aperçue dans une Story Instagram de Michelle, posée dans une crèche à la place du petit Jésus. Chucky assassine Michelle en la coupant en deux avec la tronçonneuse qu'il avait acheté sur Internet quelque temps plus tôt, quand celle-ci descend les escaliers, et Tiffany n’intervient pas quand Lexy arrive et tue Chucky en lui tronçonnant le visage en mille morceaux. Jake et Devon blessent Tiffany en la poignardant, mais Caroline, dont l'esprit est entièrement corrompu par Chucky lui-même, prétend à Lexy que Tiffany est sa vraie mère, qu'elle a été adoptée par Lexy et sa famille, et que Chucky lui a dit de faire semblant d'avoir peur de lui ; ce qui explique que pendant tout le temps où Lexy était retenue à l'école catholique, Chucky (déguisé en poupée Wedding Belle offerte à Caroline par le Dr Mixter) en a profité pour isoler Caroline et lui laver le cerveau en lui racontant des mensonges. Elle révèle également à Lexy qu'elle a réussi à tromper tout le monde en jouant à la petite fille fragile et innocente. Lexy, bouleversée et désemparée face aux paroles blessantes de Caroline, et réalisant qu'elle a perdu celle-ci ainsi que ses parents, voit celle-ci partir avec Tiffany et la poupée Wedding Belle. Lorsqu'elle dit à Caroline qu'elle a tué Chucky une fois pour toutes, Caroline est choquée et rétorque à Lexy qu'elle le regrettera, ainsi que Jake et Devon. Le lendemain, Jake, Devon et Lexy reçoivent la visite de Mlle Fairchild, qui croit leurs histoires sur Chucky, et Lexy décide d'aller sauver sa sœur des griffes de Chucky et Tiffany. Trois semaines plus tard, après que Tiffany et Caroline aient déménagé à New York, Tiffany reçoit un appel téléphonique de Nica (qui se trouve également à New York, en face de son appartement), qui jure de se venger d'elle d'une manière ou d'une autre et qu'elle observe ses moindres faits et gestes. Paniquée, Tiffany ne perd pas de temps et tente de transférer son âme dans la poupée Wedding Belle de Caroline, mais cela échoue car Chucky se révèle en enlevant son déguisement et son maquillage. Il attaque Tiffany alors que Caroline, âgée de neuf ans, sourit. Comme à la fin de la première saison, une ellipse a lieu et l'on retrouve Chucky au coin du feu de cheminée où il récapitule, cette fois en chanson, les morts de cette deuxième saison.      
Saison 3
Dans cette troisième saison, voulant sauver sa sœur des griffes de Chucky et Tiffany avec l'aide de Jake et Devon, Lexy se rend à Washington, D.C., à la Maison-Blanche, où Chucky semble y avoir trouvé un nouveau terrain de jeu. Avec Caroline, il prépare une fête d'Halloween plus sanglante et meurtrière que les précédentes. Tiffany, possédant toujours le corps de feu Jennifer Tilly, est arrêtée et jugée pour meurtres en tous genres, y compris celui de Michelle Cross, ainsi que pour le kidnapping de Caroline, la fille de celle-ci. Pendant ce temps, Nica prépare sa vengeance.

#### Première Partie
À la Maison-Blanche, Henry est réconforté par sa mère, Charlotte, quand il a peur des fantômes qui se cachent dans son placard. Il trouve enfin du réconfort en sachant qu’il a sa poupée « Joseph » pour le protéger, qui est en fait Chucky. Il se remet au lit et commence à se rendormir, mais le courant est coupé et il hurle. Les services secrets mettent le Président et sa famille en sécurité en prenant l’ascenseur jusqu’à leur bunker souterrain, mais pas avant que l’agent d’Henry, Teddy, ait localisé Chucky, celui-ci ayant disparu. Peu de temps après, le courant est rétabli, mais l’un des agents des services secrets découvre qu’il a été mordu dans l’obscurité.
Le lendemain matin, Henry dit à son père que « Joseph » ne veut pas aller à l’école avec lui, mais qu'il veut plutôt visiter le bureau ovale. Lors d’une conférence, l’attachée de presse, Mélanie, explique que le Président James Collins et sa famille sont en sécurité et que la panne de courant n’était qu’un incident mineur. Il est alors révélé, dans l’intimité du bureau ovale, que la panne de courant a été causée par un piratage du système de sécurité. Alors que Mélanie, Spence et James se trouvent dans le bureau ovale pour discuter de la panne de courant, James insiste sur le fait qu’il ne veut pas occulter la nouvelle ou mentir au peuple Américain à ce sujet. James présente également le vice-président et Mélanie à « Joseph », qu’il a amené à la demande d’Henry. Il trouve d'ailleurs étrange que la poupée porte ce nom, car il se trouve que son fils décédé l’hiver précédent, portait ce nom-là. Après que tout le monde ait quitté la pièce, Chucky vole un ouvre-lettres sur le bureau de James.
Quand Henry rentre de l’école, il a toujours peur d’aller dans sa chambre. Il demande à son agent de sécurité, Teddy, d'aller voir s'il n'y a aucun danger. Une fois à l’intérieur de la chambre d'Henry, Teddy se penche et aperçoit Chucky assis sur la chaise de bureau d'Henry, et est confus en apercevant que la poupée ait un ouvre-lettres dans la poche avant de sa salopette. Chucky profite de ce moment pour prendre vie, voler l’arme de Teddy et lui tirer une balle dans la tête, le tuant sur le coup. L’attaché de presse informe le public de sa mort, qui a été jugée comme un suicide.
Tout en fumant de la marijuana, James et Charlotte décident de laisser Henry adopter « Joseph », surtout après la perte de son frère et maintenant de Teddy. Lors des funérailles de Teddy, une journaliste s'éloigne de la foule. Elle est informée par une source interne que Teddy a acheté des billets pour une croisière avec sa famille quelques jours avant son supposé « suicide ».
Pendant ce temps, Jake est passé à la diffusion en direct de sa passion artistique pour les sculptures faites à partir de membres de poupées. Il est à la recherche d’une poupée Brave Gars pour achever son travail. Lexy devient populaire sur TikTok, et espère que ses abonnés l’aideront à amplifier ses efforts pour retrouver sa sœur Caroline, kidnappée l'année dernière. Lors d'un Live, elle montre à ses abonnés une photo récente de Caroline et dit à sa sœur, en pleurs, qu’elle l'aime de tout son cœur, qu'elle vient la sauver et la ramener à la maison. Devon, quant à lui, enregistre à nouveau des podcasts mettant en vedette Charles Lee Ray et la légende urbaine de « Chucky ».
Plus tard dans la nuit, Jake et Devon tentent de faire passer leur relation au niveau supérieur lorsque Chucky leur envoie des textos intimidants. Il les appelle ensuite via un numéro non répertorié, et quand ils lui demandent où il se trouve, il les raille en leur disant que sa nouvelle résidence a des « politiques strictes contre les visiteurs ». Le lendemain matin, alors que leur tutrice légale, Mlle Fairchild, finit de noter leurs récents tests, le trio discute de l'appel de Chucky qu'ils ont reçu la nuit précédente. Devon explique que seuls le Pentagone et la CIA peuvent faire en sorte qu’un numéro soit « non répertorié », comme celui de l'appel de Chucky. Juste à ce moment-là, passe à la télévision un flash info concernant les funérailles de Teddy, et le trio aperçoit Henry, le fils du Président, tenir une poupée Brave Gars dans les bras. Ils établissent un plan afin de se rendre à la Maison-Blanche, sauver Caroline, et tuer Chucky une fois pour toutes.
La chambre d’Henry étant toujours bouclée comme scène de crime, celui-ci dort dans la chambre de son frère, Grant. Comme Henry a du mal à dormir, Grant essaie de le réconforter et de le soutenir en ce qui concerne le deuil, expliquant qu’il aura toujours de bons souvenirs de son agent Teddy et de son frère décédé, Joseph. Cependant, Henry affirme que son frère Joseph ne lui manque pas parce que « Joseph est ici », se référant à Chucky. Le lendemain matin, au petit-déjeuner, Henry dit que « Joseph » ne veut pas aller à l’école et qu'il préfère retourner dans le bureau ovale. James accepte de laisser la poupée venir avec lui au travail une fois de plus.
Dans le bureau ovale, James et Spence rencontrent un agent du Gouvernement nommé Pryce, qui enquête sur la nature suspecte de la mort de Teddy. Une autre préoccupation plus mineure est l’ouvre-lettres disparu de James. Les trois quittent le bureau ovale, mais Chucky y reste. Pryce se dirige vers la chambre d’Henry et aperçoit des empreintes de poupées Brave Gars dans le placard. Pendant ce temps, Samantha entre dans le bureau ovale et aperçoit Chucky sur le sol. Quand elle le prend dans ses bras, il prend vie et lui tranche la gorge avec l’ouvre-lettres. Chucky se fait alors une remarque, affirmant qu’il doit tuer quatre autres personnes, pour un total de six. Après le départ de Chucky, Pryce entre dans le bureau ovale et y trouve le cadavre de Samantha. Il convoque Charlotte pour l’aider à se débarrasser secrètement du corps, couvrant le meurtre pour le bien de l’administration de James. Le lendemain matin, Charlotte ment à James en lui disant que Samantha a quitté son poste de secrétaire alors qu’elle s’inscrivait en cure de désintoxication.
Pendant ce temps, Jake, Devon et Lexy tentent de se rendre à la Maison-Blanche. Lexy contacte Grant en message privé sur TikTok au sujet de la perte mutuelle d’un frère ou d’une sœur. Grant discute avec Lexy et l’invite à le rencontrer dans un café, à Washington. Miss Fairchild les conduit à Washington ainsi qu'au café afin qu’ils puissent rencontrer Grant. Bien qu’il fait remarquer à Jake et Devon qu'ils ne sont pas abonnés à lui sur TikTok, il accepte d’aider Lexy à retrouver Caroline et les invite tous les trois à la fête d’Halloween de la Maison-Blanche. Cependant, quand Grant en parle à sa mère, elle est irritée et lui demande de se méfier de ses « nouveaux amis ». Il explique qu’il s’identifie à eux parce que tout le monde à son école n’a jamais vécu de traumatisme réel comme eux. Bien que toujours fortement opposée à l’idée, sa mère accepte de rencontrer leur tutrice légale, Mlle Fairchild.
Alors que Mlle Fairchild se dirige vers la Maison-Blanche, Jake, Devon et Lexy préparent des costumes d’Halloween qui leur permettront de faire passer clandestinement des armes pour tuer Chucky. Au cours de leur rencontre, Charlotte et Fairchild se montrent amicales l'une envers l'autre, et la Première Dame permet à ses trois protégés d’assister à la fête d’Halloween. Juste à ce moment-là, Pryce convoque Charlotte et lui explique qu’une analyse a révélé qu’il était très peu probable que Teddy ait tenu l’arme à l’angle dont la balle a été tirée, ce qui signifie que ce n’était pas un suicide et qu’il y a effectivement un tueur à la Maison-Blanche. Alors que cette discussion a lieu, Chucky assassine Mlle Fairchild en l’étouffant à mort avec un drapeau Américain et vole son téléphone. Il appelle ensuite Charlotte et se moque d’elle et de Pryce en disant qu’il leur a laissé un corps frais sur les bras, car ils aiment nettoyer et couvrir les scènes de crimes. Pryce dit à Charlotte qu’il continuera à dissimuler toute preuve de meurtres, parce qu’il est farouchement opposé à l'insensibilité de James et sa plateforme de transparence, et ne permettra pas la divulgation de secrets Gouvernementaux. Pour s’assurer que Charlotte ne puisse pas tout rapporter à son mari, Pryce la fait chanter avec des preuves photos d’une adultère la concernant.
Chucky effectue un dernier appel FaceTime avec Jake, Devon et Lexy. Il les raille sur le meurtre de leur tutrice légale, ce à quoi Lexy lui jure qu'il va payer pour tout ce qu'il a fait, à savoir tué ses parents, ses amis, Nadine, et manipulé sa sœur, en plus d'avoir assassiné leur tutrice légale. Chucky, au contraire, fait remarquer au trio qu’il les attend à ce qu'il promet d’être une fête d’Halloween très sanglante et meurtrière.
Dans un flashback, à la fin de l'épisode 8 de la saison précédente, en janvier, Chucky enlève son déguisement de poupée Wedding Belle et s’avance vers Tiffany, prêt à la tuer. Cependant, il est forcé de s'immobiliser alors que la police enfonce la porte et arrête Tiffany pour meurtres au premier degré, qu’ils croient avoir été commis par Jennifer Tilly. Alors que Tiffany est conduite à l’arrière d’une véhicule de police, Nica observe Chucky dans les bras de Caroline. Nica se met à les poursuivre, mais est incapable de les suivre lorsqu’ils descendent les escaliers conduisant au métro. Les deux montent ensuite dans un taxi, où le chauffeur croit d’abord que Chucky est une poupée robot interactive. Lorsqu’ils commencent à discuter de leurs plans pour que Chucky tue tous ses ennemis, y compris la sœur de Caroline, le chauffeur de taxi est mal à l'aise et s’arrête dans une ruelle. Il exige qu’ils sortent, mais Chucky incline son siège et enfonce un parapluie dans la bouche de l’homme, avant de l’ouvrir et de lui exploser la gorge.
Chucky et Caroline commencent leur quête pour compléter sa « liste de personnes à tuer », en commençant par Andy Barclay. Ils s’introduisent dans sa maison, l’attachant au lit, permettant à Chucky de le poignarder à mort, Caroline prétendant être encore trop jeune pour tuer. Malheureusement pour Chucky, il s’avère que ce n’est qu’un rêve. À son réveil, Chucky découvre qu’il perd ses cheveux. Alors que Caroline est endormie, Chucky tente de la posséder pour survivre, en vain. Grâce à ses connaissances acquises dans le livre Le Vaudou pour les Nuls, Caroline l'informe que la posséder ne lui servira à rien, et lui suggère de consulter un spécialiste du vaudou. Après avoir été examiné par le médecin vaudou, il demande à Chucky s’il a pratiqué d’autres religions, ce à quoi il admet qu’il a été impliqué dans un exorcisme l’année dernière. Le médecin révèle que Chucky a été infecté par la magie Catholique, ce qui signifie que Damballa, se sentant trahi, l’a définitivement abandonné et que de ce fait, il n'a plus aucun pouvoir ni la capacité de posséder de corps. Le médecin l'informe que son corps actuel est son dernier vaisseau, et que le seul remède est un rituel qui n’a pas été tenté depuis les Croisades, qui implique que six personnes soient sacrifiées à l’intérieur d’une maison maléfique. 
Chucky et Caroline se rendent à Amityville, dans l’État de New York, à l’Amityville Horror House, où une fête est organisée à l’intérieur. Bien qu’il assassine tout le monde à l’intérieur, il échoue, et conclue que la maison n’était pas assez maléfique. Chucky se rend alors compte que la Maison-Blanche est assez maléfique et qu’il a un moyen de survivre grâce à la mort récente du jeune fils du Président, Joseph. Caroline prépare Chucky en utilisant du maquillage pour couvrir ses rides et ses pattes d'oie, mais elle est attristée et pleure car elle ne peut pas venir avec lui. Les deux partagent un adieu douloureux, révélant que Chucky ressent un sentiment d’amour paternel pour elle. Caché derrière la tombe de Joseph, Chucky attend que James et sa famille soient en deuil. Henry le repère et le ramasse, permettant à Chucky de se présenter comme « Joseph ». Charlotte, heureuse de voir Henry sourire pour la première fois depuis des mois, le laisse garder la poupée et Chucky est amené à la Maison-Blanche.
Pendant ce temps, en mai, Tiffany reçoit la visite de Lexy en prison pour tenter de retrouver Caroline. Tiffany lui explique qu’elle est jugée pour meurtres au Texas parce qu’elle a tué une guide touristique au Fort Alamo, et laisse échapper qu’il y a un autre Chucky encore en vie que celui que Lexy a tronçonné, le Chucky de Caroline, déguisé jadis en poupée Wedding Belle.
En juin, Tiffany est jugée. Jake, Devon et Lexy témoignent contre elle, ainsi que Nica. Tiffany décide de raconter sa véritable histoire au juge, expliquant qu’elle n’est pas Jennifer Tilly mais en fait Tiffany Valentine. Elle explique comment son vrai corps a été électrocuté dans une baignoire, puis comment son âme a été transférée dans une poupée, et enfin comment son âme s’est retrouvée dans le corps de Jennifer Tilly. Cependant, personne ne la croit, même si son avocate prétend que « les acteurs prennent leurs rôles trop au sérieux » et qu’elle compte la tirer d’affaire en plaidant la folie. Tiffany est condamnée à mort par injection létale pour 103 chefs d’accusation de meurtres au premier degré. Après le prononcé de la sentence, Nica s'avance vers Tiffany et, d'un air menaçant, jubile en promettant à celle-ci qu’elle fera rouler son fauteuil sur sa tombe tous les jours lorsqu’elle sera morte, et quitte la salle d'audience en riant sadiquement. 
Le Gala d’Halloween de la Maison-Blanche se déroule comme prévu. Charlotte souhaite organiser cette fête en l’honneur de son fils décédé Joseph, car il aimait Halloween. Pryce insiste sur le fait que les mesures de sécurité mises en place pour le parti seront extrêmement rigoureuses. Lorsque James va informer Henry de la fête, le garçon dit à son père qu’il ne veut pas y assister. Cela irrite Chucky, qui est déguisé en Fantôme de l’Opéra, car il prévoyait de se mêler à la fête afin de tuer Jake, Devon et Lexy, les choisissant tous trois comme ses dernières offrandes à Damballa. Il incite Henry à demander à son père un grand couteau pour sculpter une citrouille. Ce soir-là, Henry et Chucky sont pris en charge par une nounou nommée Annie. Tout en sculptant des citrouilles, Annie et Henry discutent de leur croyance mutuelle aux fantômes. Cette conversation se poursuit dans la chambre d’Henry, où elle lui demande s’il a vu quelque chose de surnaturel à la Maison-Blanche. Annie prétend qu’elle a eu une brève rencontre avec le fantôme d’Abraham Lincoln. 
Jake, Devon et Lexy arrivent au Gala d’Halloween, mais les armes qu’ils ont tenté de faire entrer clandestinement sont confisquées par la sécurité. Quoi qu’il en soit, ils décident d’essayer de tuer Chucky, ou au moins d’obtenir une preuve vidéo qu'il est bien vivant, via le téléphone de Devon. Grant présente le trio à ses parents, mais James est distrait par un jeune fêtard habillé exactement comme Chucky, portant un costume du Fantôme de l’Opéra. Lexy convainc Grant de lui permettre, ainsi qu’à Jake et Devon, d’entrer dans la résidence. Elle feint de s’intéresser à lui, le distrayant afin que Jake et Devon puissent partir à la recherche de Chucky. Cependant, ils sont incapables de le trouver, alors le trio retourne à la fête. Cela laisse Grant irrité, et il a l’impression d’être juste manipulé par Lexy. Ces sentiments sont interrompus lorsqu’Henry apparaît à la fête avec Chucky dans les bras. Soudain, l’électricité est coupée et quand elle se rallume, Chucky a disparu. Il est ensuite retrouvé par James, qui commence à se sentir mal à l’aise à propos de la poupée après l’avoir ramassée.
Juste à ce moment-là, Annie arrive la fête en prétendant qu’elle est capable de voir des fantômes. Elle se dirige vers le milieu de la salle de bal et lève les yeux alors qu’une seule vis tombe d’en haut. Chucky avait desserré tous les boulons du lustre géant, le faisant tomber du plafond. Jake est capable de pousser Devon juste à temps, mais d’autres n’ont pas cette chance. Huit fêtards sont écrasés sous le lustre, ainsi que Gretchen qui a été coupée en deux, et Annie dont le visage a été arraché. James et sa famille sont escortés jusqu’à la résidence exécutive, tandis que Jake, Devon et Lexy les observent impuissants. Une fois qu’il est seul, Chucky exécute le chant rituel à Damballa, car il a fait 13 sacrifices dans une maison maléfique. Cependant, après avoir retiré le masque du Fantôme de l’Opéra, il découvre que le rituel a échoué et que son vaisseau continue de vieillir rapidement.
Pendant ce temps, Tiffany a été transférée dans une Prison du Texas, où elle restera dans le couloir de la mort pendant trois semaines jusqu’à ce qu’elle soit exécutée par injection létale. Comme tout le monde pense que Tiffany est en fait l’actrice Jennifer Tilly, elle est placée dans la population spéciale car sa présence dans la population générale causerait un trouble. Dans la cafétéria de la Prison, elle est accueillie par une autre détenue nommée Evelyn, qui était une célèbre cheffe. Les deux discutent entre elles et se lient d’amitié par rapport à leurs compétences communes et de la façon dont les médias traitent les femmes puissantes. Cette amitié cesse brusquement lorsque Tiffany révèle qu’elle a tué Meg, la sœur de Jennifer Tilly. Evelyn est dégoûtée que « Jennifer » tue sa propre sœur, et lui fait remarquer qu’elle applaudira quand elle sera exécutée, et s'en va. Alors qu'Evelyn s'éloigne, Tiffany ramasse le mégot de cigarette qu'elle a oublié avant de s'en aller.
De retour dans sa cellule, Tiffany découvre avec excitation qu’elle a reçu un colis, qui contient le livre Le Vaudou pour les Nuls et plusieurs poupées vaudou. Sortant l’une des poupées, elle attache le mégot de cigarette d’Evelyn à sa bouche et enchante la poupée avec un rituel vaudou. Maintenant qu’elle contrôle le corps d’Evelyn, Tiffany manipule la poupée pendant qu’Evelyn cuisine pour d’autres détenues. Tiffany force Evelyn à se couper le cou, à se trancher les poignets à plusieurs reprises, à se poignarder les fesses, à décoller la peau de ses doigts, à se cogner le visage sur un grill chaud et contre un mur, et enfin à tremper sa tête dans une casserole d’huile bouillante. Elle meurt alors que sa peau se détache de son visage fondu.
Une agente correctionnelle, nommée Erica Dorsett, apporte le dîner à Tiffany, mais pas avant d’avoir craché son chewing-gum dans la nourriture lorsque celle-ci lui demande ce qu'il y a au dessert. Tiffany utilise ensuite ce chewing-gum pour enchanter une autre poupée vaudou, et prend le contrôle du corps d'Erica avec celle-ci. Elle explique à Erica qu’elle doit acquérir des objets personnels auprès des six gardes qui se dressent entre elle et la porte de sortie de la prison, et qu’elle doit accomplir cette tâche dans moins de trois semaines.

#### Deuxième Partie
Le Président Collins aperçoit et entend le fantôme de Joseph partout où il va. Pryce montre à Charlotte des images du fantôme de Joseph disparaissant lors du Gala d’Halloween, mais Charlotte refuse d’y croire.
James demande à Henry s’il a vu le fantôme de Joseph, pas celui de la poupée, comme Henry insiste, mais son vrai frère humain. Charlotte l’interrompt parce qu’elle pense que son mari et Henry sont tous deux en train de perdre la tête.
Ne sachant toujours pas que sa petite sœur Caroline est devenue l'esclave personnelle de Chucky, Lexy est déterminée à faire en sorte que Chucky lui révèle où il l'a emmenée. À cette fin, elle a l’intention de se remettre avec Grant.
Chucky, qui a l’air d’avoir une centaine d’années à ce jour, est toujours capable de remplacer la bouteille d'alcool de la femme de ménage par de l’eau de Javel, la tuant par obstruction et irritation trachéenne quand elle vide la bouteille cul sec. Hélas, Chucky est exaspéré, le frisson d’orchestrer ce genre de chose a disparu et il doit nettoyer le désordre pour qu’Henry ne le voit pas.
Alors qu’il réfléchit à ce qu’il doit faire ensuite, Devon a l’idée d’utiliser la magie vaudou de Chucky contre lui. Devon et Jake trouvent le site Web du Dr Rosen, qui mentionne Damballa. Ils partent dès lors en road trip dans le but de se renseigner auprès du docteur.
Chucky tente de poignarder Charlotte dans la chambre d’Henry, mais il est beaucoup trop lent et Charlotte ne le remarque pas (ni le cadavre de la femme de ménage dans le placard) avant de sortir.
Charlotte tente de soutenir Grant dans sa rupture avec Lexy mais ne réussit qu’à lui donner envie de renouveler l’idylle. Le lendemain, Grant rencontre Lexy à son école. Lexy dit sincèrement à Grant toutes les raisons pour lesquelles elle l’aime, et ils reprennent leur relation. Lexy tente d’avertir Grant au sujet de la poupée d’Henry, mais le garde du corps de Grant l’oblige à aller en classe.
Le Dr Rosen explique à Jake et Devon que Chucky est en train de mourir. Étant donné que Chucky est déjà mort à plusieurs reprises et que son esprit ne cesse d’apparaître, les garçons veulent savoir comment le détruire une fois pour toutes, mais la seule façon de le poursuivre dans le royaume des esprits est de mourir eux-mêmes. Le Dr Rosen leur recommande d’abandonner.
Chucky essaie de trouver quelque chose à regarder sur le câble. Il se moque des films de poupées tueuses qu’il trouve, notamment The Boy, Dead Silence et M3GAN. Sa prononciation de ce dernier titre vaut le prix d’entrée (« M-Three-Gan »). Puis, Chucky est encore plus démoralisé par un reportage selon lequel Jennifer Tilly/Tiffany est dans le couloir de la mort.
En revenant du Dr Rosen, Devon pense que le médecin semblait sûr que les garçons se feraient tuer dans tous les cas. Il y a tellement de choses que Devon aimerait faire. Devon et Jake se rendent dans un motel et se montrent intimes l'un envers l'autre pour la première fois. Par la suite, ils se sentent tous les deux « différents » dans le bon sens du terme, plus proches et plus amoureux.
En effet, la nuit est si bonne que le lendemain matin, Devon se demande s’ils doivent vraiment retourner se battre contre Chucky. Jake convainc Devon de redevenir l’un des trois héros.
Lorsque Charlotte confronte Pryce sur la raison pour laquelle il n’a pas encore réussi à retrouver le tueur, Pryce dit que même lui commence à croire aux fantômes. Il est difficile de trouver une autre explication à la façon dont quelqu’un d’indétectable est entré dans la Maison-Blanche et a tué une douzaine de personnes.
Charlotte et Pryce interrompent leur dispute, stupéfaits, alors qu’ils assistent à la contorsion du drapeau Américain de la pièce, reconstituant l’étouffement de l’une des victimes de Chucky à la Maison-Blanche, Rachel Fairchild, l'ex-tutrice légale du trio.
Le Président suit le son de la voix de Joseph dans l’ancienne chambre de Joseph. La vieille poupée Chucky est sur le lit. Le fantôme de Joseph l’avertit : « Papa, fais attention ! », mais Chucky réussit à casser une tirelire à l’arrière de la tête du Président, le faisant tomber au sol. Chucky saute alors sur la poitrine de Collins, lui mordant la joue, lui déchirant le visage et lui arrachant les yeux. Puis, Chucky plonge la main dans la poche de la veste du Président mort et en sort la carte avec les codes nucléaires.
De retour dans sa cellule de Prison, Tiffany/Jennifer Tilly, vêtue d’un diadème et d’un long manteau de fourrure, prend un appel de Chucky. Lorsqu’il lui explique sa situation, Tiffany lui rétorque un discours d’encouragement : « Malgré toutes les fois où nous avons essayé de nous étriper l’un l’autre, tu es et tu resteras toujours le brillant psychopathe dont je suis tombé amoureuse. » Chucky avoue lui aussi qu’il aime Tiffany.
Quand il informe celle-ci qu’il jette l’éponge, Tiffany est outrée. Chucky ne veut-il plus devenir le plus grand tueur en série de tous les temps ? Elle lui dit qu'il devrait sortir de l'ombre dans un éclat de gloire et tuer autant de gens pendant qu’il le peut encore. Chucky est inspiré : Tiffany a raison !
Dès lors, Chucky se ressaisit et compte déclencher une Guerre Mondiale.
Pendant la nuit, Henry rend visite à Chucky, qui est maintenant en fauteuil roulant. Il révèle au garçon qu’il veut laisser sa marque tant qu’il est encore en vie pour que les gens se souviennent de lui après sa mort. Il veut jouer un nouveau jeu avec Henry, et lui demande à partir de ce moment-là de ne jamais le laisser mourir.
Charlotte trouve le cadavre de son mari James dans la chambre de leur fils décédé, Joseph. Elle et Pryce sont tous deux témoins du sang qui se manifeste sur le mur, écrivant « Chucky l’a fait ». Pryce quitte alors la pièce pour passer un appel, et Charlotte reste dans la chambre de Joseph. Elle est surprise lorsque deux agents entrent pour emporter le corps de James. Quand ils retirent la commode de Joseph et enlèvent le corps de James, elle s’enfuit. Coop et Pryce l’arrêtent dans le couloir, essayant de l’avertir de ne pas réveiller ses garçons. Au lieu de cela, elle court dans la chambre de Grant, lui disant ainsi qu’à Henry qu’ils partent en vacances impromptues pour rendre visite à leur tante à Chicago en ce moment et emballer leurs affaires. Cependant, elle est attirée par Pryce, qui lui explique que la mort du Président ne peut pas être révélée au public et qu’elle et ses fils ne sont pas autorisés à partir.
Le matin, Henry emmène Chucky prendre le petit-déjeuner avec sa famille, et ils pensent que la poupée âgée n’est qu’un maquillage. Lorsque Grant demande à sa mère ce qu'il s’est passé la nuit dernière, Charlotte le balaie d’un revers de main comme un cauchemar et elle a juste réagi de manière excessive. Elle est ensuite convoquée dans son bureau pour parler à Pryce. Alors qu’elle exige de retirer sa famille de la Maison-Blanche, il lui rappelle qu’elle est complice de la dissimulation des meurtres et qu’ils ne peuvent pas révéler la vérité maintenant que le Président est mort. Il souligne qu’un expert en paranormal du Gouvernement vient les aider dans leur enquête, et jusqu’à ce qu’ils puissent décider comment annoncer la mort de James au public, il a engagé un sosie pour prendre sa place, un homme nommé Randall Jenkins.
Jake et Devon reviennent de leur voyage en Géorgie et révèlent à Lexy que Chucky est en train de mourir sans avoir la possibilité de ressusciter. Bien qu’elle soit désemparée de ne pas avoir la chance de découvrir où Chucky a emmené Caroline, elle les informe qu’ils vont tous à la Maison-Blanche pour dîner avec Grant. Elle lui demande de jouer du piano pour elle pendant que Jake et Devon explorent la Résidence, à la recherche de Chucky. Il joue Don’t Fear the Reaper, et chantent en duo. Cependant, ils sont interrompus par Charlotte.
Pendant le dîner, Grant demande quand son père rentre à la maison, mais Charlotte lui répond simplement qu’il est malade. Lorsqu’il lui demande pourquoi Charlotte lui a dit qu’il était au travail le matin et qu’il est maintenant malade, elle quitte précipitamment la salle à manger pour fumer une cigarette. Elle aperçoit Randall en train d’être amené dans la Résidence et le rattrape dans sa nouvelle chambre. Il y a beaucoup de matériel médical à l’intérieur, car ils laissent croire aux médias que le Président est malade. Avant de quitter la pièce, Charlotte demande à Randall de ne pas laisser ses enfants le voir. Elle retourne dans l’ancienne chambre de Joseph pour finir sa cigarette, mais est effrayée par le fantôme mutilé de James.
Alors qu’il est porté par Henry, Chucky lui demande de l’amener dans une pièce de la Résidence où une arme à feu est cachée dans un coffre-fort mural. De là, il conduit le garçon dans la chambre de Randall et le retient en otage. Il demande à Randall de les amener tous les trois dans la pièce de sécurité et tire sur l’agent qui actionne l’ascenseur lorsqu’il tente de relayer l’emplacement de Randall. Il tire ensuite sur un autre agent qui garde la porte de la pièce de sécurité et le tue en le poignardant dans l’œil avec le stylo de James. À l’intérieur de la pièce de sécurité, Chucky force Randall à contacter le Commandement de la Défense Aérospatiale de l’Amérique du Nord et utilise le globe oculaire de James pour passer l'identification. Maintenant qu’il a un accès complet aux missiles nucléaires, Chucky fixe ses cibles sur Moscou, Pyongyang et le Pôle Nord.
Maintenant qu’ils sont seuls, Lexy profite de cette occasion pour parler à Grant de Chucky et de la raison pour laquelle ils lui ont menti. Ils convainquent Grant de les aider et se dirigent vers l’ascenseur, où ils trouvent le cadavre de l’agent ainsi que « Chucky l’a fait » écrit avec du sang sur le mur. Ils arrivent au niveau de la pièce de sécurité juste à temps, avant que les missiles ne soient lancés. Henry les laisse entrer, et Devon enregistre Chucky sur son téléphone, qui déclare qu’il sera à jamais connu comme le plus grand tueur en série de tous les temps.
Avant que son plan ne soit accompli, Coop et Pryce entrent dans la pièce de sécurité, et Coop tire sur Chucky en plein cœur. Chucky parvient à lancer le missile nucléaire vers le Pôle Nord avant de mourir, se désintégrant en poussière. Alors que Pryce se démène pour verrouiller la Maison-Blanche, le fantôme de Charles Lee Ray se manifeste dans le couloir d'à côté et sourit, invisible de toutes et tous.
Piégé à l’intérieur du Royaume des Esprits, le fantôme de Charles Lee Ray rencontre enfin Damballa, qui a pris la forme d'une poupée Chucky. Damballa l’informe que ses sacrifices ont été ignorés car il l'a apparemment « trompé avec un autre Dieu », et après avoir pris connaissance des meurtres qu’il a commis, pense qu’ils manquaient de passion et d’originalité. Avant que Damballa ne l’expédie en Enfer, Charles le supplie de lui donner une dernière chance. Il accepte, le mettant au défi de tuer comme un fantôme et d’exploiter le sang qu’il a versé à la Maison-Blanche, à la suite de quoi il sera gracié et retrouvera ses pouvoirs de jadis.
À la suite de l’explosion accidentelle d’un missile nucléaire au Pôle Nord, la Maison-Blanche est évacuée et fonctionne avec un personnel réduit. Spence prononce un discours devant le public avec les instructions de Pryce, affirmant que c’était la cause d’une panne de courant lors d’un exercice de routine avec le NORAD. Melanie et Pryce ont entretenu des rumeurs selon lesquelles James Collins serait gravement malade, ce qui a permis à sa mort expliquée et à Spence de prendre officiellement ses fonctions de Président le lendemain.
Charlotte et Randall discutent dans sa chambre, où il la rassure en lui disant que sa famille est forte et qu’elle survivra à la mort de son mari. Pryce entre dans la pièce, leur expliquant que ce qu’ils ont vu la nuit dernière était la manifestation de Charles Lee Ray. Il révèle ensuite son intention de demander à Randall d’enregistrer une annonce avec la famille Collins, expliquant que James a été diagnostiqué avec un cancer du cerveau et qu’il transmet ses fonctions à Spence. Charlotte s’y oppose avec véhémence car Joseph lui-même est décédé d’un cancer, mais Pryce, au contraire, pense que cela aidera la situation à être réaliste pour le public.
Pryce a enfermé Grant dans sa chambre avec Jake, Devon et Lexy. Leurs téléphones ont été confisqués, y compris l’enregistrement vidéo de Chucky par Devon. Lexy réconforte Grant après la mort de son père, mais ils sont interrompus par Hicks et un autre agent des services secrets. Ils demandent à Grant de les accompagner dans la chambre de ses parents, où Charlotte et Henry les y attendent. Alors que Charlotte discute avec Grant de la mort de son père, Henry a une vision du fantôme de Charles. Juste à ce moment-là, Coop et Hicks arrivent pour aider Charlotte à s’échapper avec ses garçons. Alors que Charlotte et Henry sont dans leur voiture, Grant refuse de partir car ses amis sont toujours piégés par Pryce. Alors que Charlotte est emmenée de force loin de son fils, Grant et Hicks retournent à la Maison-Blanche et sauvent Jake, Devon et Lexy. Ils sont retrouvés par Pryce, qui fait mine de leur demander de l’aide.
Le Dr Carol Lindstrom et son associé Timmy Nash arrivent à la Maison-Blanche pour aider Pryce à purger le bâtiment de ses mauvais esprits. À l’intérieur de la chambre de Joseph, Timmy est capable de s’assurer que James a été assassiné par quelque chose d’inhumain, et a une vision de Chucky. Pryce emmène Hicks, Grant, Jake, Devon et Lexy dans le Bureau ovale où Carol et Timmy ont installé leur équipement. À l’aide d’un appareil EVP, ils sont capables de capter la voix de James qui répète « beaucoup de sang ». Carol leur révèle que les âmes de ceux qui sont morts à la Maison-Blanche sont toujours là, y compris celle de Charles. Elle pense que la Maison-Blanche était déjà hantée à l'époque, mais que les récents meurtres l’ont fait se surcharger en énergie surnaturelle. Afin de persuader le fantôme de Charles de trouver la paix, ils effectuent une séance de spiritisme.
Sans la famille Collins à ses côtés, Randall est forcé d’enregistrer lui-même la vidéo d’adieu de James. Quand il a terminé, Pryce révèle qu’il n’a jamais eu l’intention que Randall quitte la Maison-Blanche vivant et qu’il va mourir par injection létale. Randall court vers l’ascenseur, mais l’agent des services secrets avec l’injection est juste derrière lui. Les deux hommes se battent dans l’ascenseur, mais tous deux se noient lorsqu’il est inondé de sang.
Au cours de la soirée, ils avancent dans leur séance avec les survivants : Jake, Devon, Lexy, Grant, Carol, Timmy, Melanie et Spence. Utilisant Timmy comme intermédiaire, ils réussissent à entrer en contact avec Charles. Il leur dit qu’il reste à la Maison-Blanche car il a des affaires inachevées, c’est-à-dire tuer Devon, Jake et Lexy. Carol essaie d’entrer en contact avec le peu d'humanité qu'il reste en Charles, mais il rétorque que son seul regret est de ne pas avoir pu servir de mentor à Caroline, la sœur de Lexy, âgée de huit ans à ce jour. Utilisant ses pouvoirs fantomatiques, Charles éteint toutes les lumières et fait pleuvoir le sang des gicleurs d’incendie. Ils finissent par briser le cercle de séance lorsque Charles soulève l’appareil d’écoute dans les airs, le jetant sur le sol ensanglanté et électrocutant Carol, Spence et Melanie au passage. Une fois le chaos terminé, Jake aperçoit le fantôme de Charles lui faire un doigt d’honneur en lui souriant.
Comme ils sont à court d’options, Timmy annonce qu’ils prennent Chucky par surprise dans le Royaume des Esprits, mais qu’ils ne peuvent le faire qu’en mourant. Jake se porte volontaire pour le faire, en s’évanouissant pour entrer dans le Royaume des Esprits, puis en étant ramené à la vie lorsqu’il peut découvrir où Caroline est détenue. Devon et Lexy sont tous les deux contre le fait que Jake soit celui qui doit mourir, mais Timmy révèle que ce doit être la personne qui a le lien le plus fort, que Jake avait avec le Gentil Chucky. Timmy lui dit également que les âmes ne peuvent pas mourir à moins qu’elles ne cessent d'exister d’elles-mêmes, ce qui signifie que Jake doit convaincre le Gentil Chucky de se sacrifier dans le Royaume des Esprits. À l’aide d’un médicament fourni par Pryce, Jake est temporairement mis en arrêt cardiaque, mais il n’a que cinq minutes avant qu’ils ne le réaniment.
Au Texas, il manque encore un objet à Tiffany pour la dernière poupée vaudou. Le tireur d’élite qui garde l’entrée principale n’est toujours pas sous son contrôle, et son exécution a lieu ce soir. Elle demande à Erica d’obtenir quelque chose du tireur d’élite, alors elle le suit chez lui alors qu’il quitte la Prison. Cependant, alors qu’elle commence à traverser la rue pour se rendre chez lui, elle est renversée par une voiture et meurt, son corps étant disloqué à la suite du choc.
Sans Erica, Tiffany est incapable d’empêcher son exécution imminente. Elle est attachée et préparée pour son injection létale, et est surprise de voir Nica y assister. À partir d’une promesse faite à GG, Nica leur transmet le message qu’ils/elles pensent qu’elle est une mère merveilleuse et qu'elle a toujours essayé de les protéger de ceux qui étaient cruels au fait qu’ils/elles étaient différents. Nica l’informe également qu’elle connaît la vérité sur Tiffany et qu’elle brûlera en enfer. Avant le début de l’exécution, les derniers mots d'une Tiffany en larmes sont « Au revoir, GG. Au revoir, Chucky. Je vous aime tellement. ».
Jake est mis en arrêt cardiaque temporaire avec un médicament de la CIA, ce qui lui donne cinq minutes dans le Royaume des Esprits pour poursuivre Chucky. Une fois qu’il se réveille de l’autre côté, il est confronté au fantôme de son père, Lucas, qui détruit la sculpture de poupée de Jake avec une batte de baseball. Il réprimande son fils pour avoir voulu sa mort, ce à quoi Jake rétorque qu’il n’a ressenti cela qu’après que son père ait commencé à le frapper. Lucas prétend qu’il l’a fait pour corriger son comportement, ce à quoi Jake répond que la seule chose qu’il a faite de mal était d’être gay. Frappant Jake avec sa batte, Lucas lui dit qu’il avait honte de lui. Lorsque Jake révèle qu’il a un petit ami, Lucas commence à le poursuivre avec sa batte, souhaitant donner à son fils une « punition ».
En s’enfuyant, Jake se retrouve dans la salle de bal où s’est tenu le Gala d’Halloween, entouré de multiples fantômes qui dansent. Lucas le rattrape rapidement, le réprimandant pour avoir pensé qu’il pouvait vaincre Chucky. Il dit à Jake qu’il était fier de lui, jusqu’à ce que sa femme meure et qu’il commence à boire. Juste au moment où il commence à s’en prendre à son fils, Jake crie qu’il lui pardonne et serre son père dans ses bras. Retournant l’étreinte de Jake, il avertit son fils qu’il échouera car Chucky est beaucoup plus dangereux dans le Royaume des Esprits.
Il quitte la salle de bal et se dirige vers la Résidence, où il trouve Charles Lee Ray utilisant la magie pour reconstruire sa sculpture brisée. Il félicite Jake d’aller à l’encontre des jugements du monde et d’essayer toujours d’être lui-même. Lorsque Jake poignarde Charles dans l’estomac avec un couteau de poche, il apprend qu’il ne peut pas le tuer en tant que fantôme, et demande à Jake de choisir un camp. Il emmène ensuite Jake à la salle de cinéma privée de la Maison-Blanche, où tous ses différents fragments d’âme sont à l’intérieur en train de regarder différentes scènes de la vie de Chucky. Montrant des images de la mort de Lucas, Charles explique que Jake a eu peur toute sa vie, et pourtant il fait face à ses peurs. Mais il l’avertit que tout ce qu’il a l’intention de faire dans le Royaume des Esprits est inutile.
Alors que Charles se dispute avec son jeune moi, Jake remarque que Gentil Chucky sort en courant de la salle de cinéma. Il le suit jusqu’à la chambre du Président, où Gentil Chucky est allongé dans le lit. Il dit à Jake que Caroline est en sécurité avec un homme nommé Wendell Wilkins, et qu’il se sent toujours coupable du meurtre de Nadine. Sortant un couteau de sous les couvertures, Jake explique que pour pardonner ce qu’il a fait, Gentil Chucky doit se sacrifier. Avant qu’il ne puisse le convaincre, les autres fragments de l’âme de Chucky entrent dans la chambre, lui disant qu’ils sont tous Charles Lee Ray et qu’ils cesseront tous d’exister si Gentil Chucky se suicide. Bien que Jake pense qu’il a réussi à atteindre Gentil Chucky alors qu’il pointe le couteau sur sa gorge, il se rend vite compte que la poupée n'a jamais été conditionnée et révèle son vrai caractère, et Jake se rend compte que Chucky Premier a disparu. Gentil Chucky montre alors sa vraie nature, expliquant qu’ils ne faisaient que le distraire pour que Chucky Premier puisse posséder le corps de Jake.
Pendant ce temps, Devon compte les minutes jusqu’à ce qu’il puisse réveiller Jake. Lexy, Grant et Timmy l’attendent à ses côtés. Hicks aperçoit Pryce quitter la pièce avec ses agents de la CIA. Il observe l’un des agents en train de mettre en place une bombe qui doit exploser dans une minute, et pointe son arme pour l’empêcher de l’activer. Cependant, il est arrêté par Pryce, qui procède à trancher la gorge de Hicks alors que son agent démarre le minuteur de la bombe.
Au bout de cinq minutes, Devon ramène Jake du Royaume des Esprits, ignorant qu’il est possédé par Chucky Premier. Il ment, leur disant à tous qu’il a détruit Chucky et qu’il sait où Caroline est retenue prisonnière. Au même moment, les bombes de la CIA explosent dans toute la Maison-Blanche. En sortant de la Résidence, Devon, Lexy et Grant descendent l’escalier, mais Jake et Timmy sont piégés à l’étage. Les deux montent dans l’ascenseur, permettant à Chucky Premier de frapper Timmy jusqu’à ce que mort s'ensuive. Il laisse ensuite Timmy mourir brûlé vif dans l’ascenseur alors qu’il sort de la Maison-Blanche, le sourire aux lèvres avec un regard menaçant.
Devon et Lexy s’échappent de la demeure alors que Grant part à la recherche de Hicks. Il le trouve agonisant dans le Bureau ovale, lui donne la clé de la Maison-Blanche avant de succomber à ses blessures. Pryce fait alors connaître sa présence à Grant, révélant qu’il n’a pas l’intention de laisser le garçon partir d’ici vivant. Après une brève bagarre, Grant casse une chaise sur le dos de Pryce, le faisant tomber au sol. Il enferme ensuite Pryce à l’intérieur du Bureau ovale avec la clé et s’enfuit du bâtiment, laissant Pryce brûler vif sur le feu des explosions environnantes. De la fenêtre de la Maison-Blanche, Grant, les larmes aux yeux, aperçoit les fantômes de James et Joseph.
Les camions de pompiers commencent à arriver à la Maison-Blanche alors que les piétons se rassemblent pour voir ce qu'il se passe. Charlotte arrive juste au moment où Grant s’échappe, le serrant dans ses bras. Devon et Lexy sont bientôt réunis avec Jake, qui les conduit à l’adresse de Wendell Wilkin. Ils sont capables de le convaincre de les laisser entrer avec l'histoire de leurs parents qui ont tous été assassinés, ce à quoi Wendell ne peut que compatir à leur douleur car son fils Tommy a été assassiné à l’âge de huit ans, par un déséquilibré mental. À l’intérieur, ils découvrent qu’il est un fabricant de poupées et qu’il a créé les poupées Brave Gars. Depuis un coffre-fort mural, il leur montre le prototype de poupée Brave Gars qu’il a créé en 1987, révélant que les poupées Brave Gars l’ont mis sur la paille après les meurtres en 1988 et l'histoire d'Andy Barclay. Mais quelques semaines plus tôt, un nouvel enfant est entré dans sa vie pour lui montrer la beauté de ce que Chucky a fait.
Caroline fait son apparition, tenant le livre Le Vaudou pour les Nuls dans une main et tenant Lexy à distance avec un couteau dans l'autre. Chucky Premier se révèle alors à Devon et Lexy, et avec l’aide de Caroline, il transfère son âme du corps de Jake à la nouvelle poupée Brave Gars. Wendell et Caroline révèlent alors que même s’ils devaient à l’origine tuer Devon, Jake et Lexy, ils ont maintenant une meilleure idée pour aider tenir compagnie à Wendell.
Au Texas, Tiffany se prépare pour son injection létale. Juste au moment où l’aiguille est insérée dans son bras, Eli, l’un des gardiens de Prison à qui Tiffany a fait subir un lavage de cerveau, se précipite dans la salle d'exécution et tire sur les hommes présents dans la salle. Il la libère de la table et elle est escortée vers la sortie avec l’aide d'autres gardes contrôlés par ses poupées vaudou, qui libèrent le reste des prisonniers au passage. Eli et Tiffany courent vers la porte d’entrée, mais il est abattu par le tireur d’élite de la porte d’entrée. Nica tente de la suivre, mais est renversée par un détenu qui a été abattu par le tireur embusqué et, à la fois impuissante et dans une colère noire, la regarde s'échapper. Un autre prisonnier, qui avait volé une arme au Directeur, tire sur le tireur d’élite alors qu’un gardien endoctriné ouvre la porte à Tiffany et elle quitte la Prison au volant de sa Pontiac Parisienne rouge.
Elle se rend au domaine de Wendell et est accueillie par Chucky, sous sa nouvelle forme de poupée. Alors que Tiffany souhaite qu’ils puissent à nouveau être une vraie famille, Wendell révèle qu’il a justement une poupée Wedding Belle qui attend d'être possédée par quelqu'un. Caroline transfère l'âme de Tiffany dans la poupée, permettant à Chucky et Tiffany d’être à nouveau ensemble. Avec les poupées s'embrassant sur la banquette arrière, Caroline s’enfuit avec eux en conduisant la voiture de Tiffany.
Alors que Caroline s’éloigne, Nica l'observe depuis sa camionnette, après avoir placé un traceur sur la Pontiac Parisienne de Tiffany. Elle se rend ensuite dans la propriété de Wendell, car la porte d’entrée y a été laissée ouverte. En entendant des cris étouffés provenant d’une vitrine, elle découvre avec horreur que les âmes de Jake, Devon et Lexy ont été transférées dans des poupées marionnettes, par Caroline elle-même. Juste à ce moment-là, Nica hurle alors que Wendell s’approche d’elle par derrière en souriant. 
Comme pour les précédentes saisons, une ellipse a lieu et Chucky, en costume de Président avec en fond la Maison-Blanche en flammes, énumère les morts de cette troisième saison et se vante d'avoir signé pour un quatrième mandat consécutif, une éventuelle quatrième saison.

## Films
- 1988 : Jeu d'enfant (Child's Play) de Tom Holland
- 1990 : Chucky, la poupée de sang (Child's Play 2) de John Lafia
- 1991 : Chucky 3 (Child's Play 3) de Jack Bender
- 1998 : La Fiancée de Chucky (Bride of Chucky) de Ronny Yu
- 2004 : Le Fils de Chucky (Seed of Chucky) de Don Mancini
- 2013 : La Malédiction de Chucky (Curse of Chucky) de Don Mancini
- 2017 : Le Retour de Chucky (Cult of Chucky) de Don Mancini
- 2019 :  Child's Play : La Poupée du mal (Child's Play) de Lars Klevberg

## Série
- 2021 : Chucky de Don Mancini. Série télévisée américaine créée par Don Mancini et diffusée depuis le 12 octobre 2021, simultanément sur Syfy et USA Network aux États-Unis, et en simultané au Canada sur Showcase. En France, elle est diffusée sur Salto depuis le 1er avril 2021 jusqu'à la liquidation de la plateforme en mars 2023, et inédite dans tous les autres pays francophones. La saison 3 est diffusée le 4 octobre 2023, puis le lendemain sur Peacock, pour la première partie. La deuxième partie est diffusée le 10 avril 2024, puis sept jours plus tard sur Peacock. Salto ayant fermé ses portes en mars 2023, la série n'a trouvé aucun autre diffuseur en France.